# アントニオ猪木
アントニオ猪木（アントニオいのき / Antonio Inoki、本名：猪木 完至〈いのき かんじ〉、1943年〈昭和18年〉2月20日 - 2022年〈令和4年〉10月1日）は、日本の男性プロレスラー、実業家、政治家。位階は従四位。
神奈川県横浜市鶴見区出身。血液型AB型。新日本プロレス設立後のキャッチフレーズは「燃える闘魂」。日本プロレス所属時代のキャッチフレーズは「若獅子」。愛称は「アントン」。複数の結婚歴と離婚歴があり（事実婚を含めて4回結婚している）、二番目の妻は女優の倍賞美津子である。倍賞との間に娘が一人いる。1991年にイラクのカルバラーにてイスラム教に改宗しており、ムスリム名は「モハメッド・フセイン・イノキ」。ただし、ワシントン・ポストによると本人は仏教徒とも自認しており、葬儀も仏式で行われ、「闘覚院機魂寛道居士」の戒名も与えられた。
プロレスラーとしては新日本プロレスの創業や異種格闘技戦で活躍。スピードあふれる正統派スタイルを貫き、コブラツイストや卍固め、延髄斬りなどを必殺技に活躍した。政治家としては参議院議員（2期）、スポーツ平和党代表、次世代の党国民運動局長兼参議院政策調査会長、日本を元気にする会最高顧問、同代表などを歴任。

## 生涯

### 生い立ち
神奈川県横浜市鶴見区生麦町（現：鶴見区岸谷）出身。鹿児島県出水市出身の父・猪木佐次郎、熊本県人吉市出身の母・文子（旧姓：相良）との間に11人兄弟の9番目の六男として生まれる。父親は猪木が5歳の時、横浜市議会議員選挙に自由党から立候補したが、選挙期間中に心筋梗塞で急死。実家は石炭問屋を営んでいたが第二次世界大戦後、世界のエネルギー資源の中心が石炭から石油に変わっていったこともあり倒産。
横浜市立東台小学校に入学した猪木は3年生のころから急激に体が成長し、学校でも「先生と相撲を取っても勝つ寛至君」と有名な存在になっていたが、その大きさゆえに周囲からからかわれることも多かった。
また、運動神経も鈍く、友達からは「ドン寛（鈍感）」「運痴の寛ちゃん」などと呼ばれていた。
12歳で横浜市立寺尾中学校に入学するも、生活は厳しかった。13歳の時に貧困を抜け出せるかもしれないという希望から、母親、祖父、兄弟とともにブラジルへ渡り、サンパウロ市近郊の農場で少年時代を過ごす。ブラジル移住後最初の1年半は、農場で早朝5時から夕方の5時までコーヒー豆の収穫などを中心に過酷な労働を強いられた。
ブラジル移住後は陸上競技選手として1958年、1959年の全伯（全ブラジル）陸上競技選手権少年の部に出場、砲丸（投げ）、円盤（投げ）の二種目に優勝するなど、身体能力を発揮して活躍した。その際、ブラジル遠征中の力道山の目に留まる。

### プロレスラーとして

#### 日本プロレスに入団
1960年（昭和35年）4月11日、興行でサンパウロを訪れていた力道山から直接スカウトされて日本へ帰国し、日本プロレスに入団。力道山から掛けられた最初の言葉は、「オイ、裸になれ」であった。上半身だけ脱がされて背中の筋肉を見て合格になったという。デビュー後は、猪木の素質に目をつけたサニー・マイヤースからもトレーニングのオファーを受けた。
ジャイアント馬場のデビューと同日の1960年（昭和35年）9月30日、本名の猪木完至として、東京都台東区の台東区体育館で大木金太郎を相手にデビュー（7分6秒、逆腕固めで敗退）。1962年（昭和37年）11月9日、沖縄県那覇市での長沢秀幸との試合において、リングネームをアントニオ猪木に改名。このリングネームは、先輩レスラー豊登により後述の「死神酋長アントニオ」を経て命名。「ブラジル帰りの日系ブラジル人」であることを強調するためなど諸説ある。なお、本名で活動中に出演したテレビドラマ『チャンピオン太』での役名「死神酋長」を気に入った力道山は、その名を猪木のリングネームにしようとしたという。
南米での興行を成功させるための布石として力道山は当初猪木を日系ブラジル人として売り出そうとしていた（猪木自身が「横浜生まれ」だということを公にしたのは力道山の没後であった）。デビューしてからまもなく、力道山の付き人となったものの、力道山は1963年（昭和38年）12月15日に死去。付き人としての期間は3年半だった。

#### アメリカ武者修行
1964年（昭和39年）にアメリカ武者修行に出発するが当初は正式な就労ビザが取れず、本名で活動することを避けていたと後に述べている。この時のリングネームは、ロサンゼルスの日本人街であるリトル・トーキョーをもじった「リトル・トーキョー・トム」等多数。西海岸、中西部、南部をサーキットし、2年後に帰国。この遠征中には、デューク・ケオムカと組んでテキサス東部版のNWA世界タッグ王座、およびヒロ・マツダと組んでミッドアメリカ版の同王座を奪取している（同期の馬場はMSGのトップイベンターには起用されたものの、アメリカ修行中のタイトル戴冠は果たしていない）。ミッドアメリカ版のNWA世界タッグ王座はエディ・グラハム&サム・スティムボートを破って獲得したものであり、東京プロレスと国際プロレスの合同興行においても、グラハム&ジョニー・バレンタインを相手に防衛戦が行われた。なお、テキサスではジョー・ブランチャードを破りNWAテキサス・ヘビー級王座を獲得したともされるが、これは同じく同地区で「トーキョー・トム」を名乗っていたレイ・ウルバノとの混同である。

#### 東京プロレスを設立
1966年（昭和41年）3月、アメリカ修行を終え、ジャイアント馬場や吉村道明らとの合同練習に参加するために立ち寄ったハワイにおいて、前年末に日本プロレスを退社し、極秘裏にハワイ入りしていた豊登に「日本プロレスに帰っても一生馬場の上には行けん」と口説かれ、日本プロレスから離脱（太平洋上の略奪）。帰国後の4月23日、自身をエースとする東京プロレスの設立を豊登とともに公式発表。10月12日の旗揚げ戦でのジョニー・バレンタインとの試合で名声を得る。
しかし、テレビ放送が付かなかったことや営業力の弱さ、豊登の横領などにより急速に業績が悪化。「客が少ない」という理由で興業を中止しようとしたところ、怒った観客にリングに火をつけられる「板橋事件」などが起き、東京プロレスは3ヶ月で破産、最終的に当時の自民党副総裁川島正次郎の仲介もあり古巣である日本プロレスに戻ることになる。

#### 日本プロレスに復帰
1967年5月に日本プロレス復帰後は馬場に次ぐ待遇を受け、1967年10月31日、ジャイアント馬場とのタッグチーム「BI砲」としてインターナショナル・タッグ王座を獲得。1969年5月16日、第11回ワールドリーグ戦でジャイアント馬場の4連覇を阻止し初優勝。
1969年7月にNET（現：テレビ朝日）が日本プロレス中継を開始した際、日本テレビとの取り決めで馬場の試合は日本テレビの独占とされた関係上、猪木はNETの日本プロレス中継のエースという形になり、1969年12月2日にはドリー・ファンク・ジュニアのNWA世界ヘビー級王座に挑戦し、1971年3月26日、UNヘビー級王座を獲得した。
馬場との対戦要求が容れられなかった（力道山が日本マットを統一して以降、日本人対決は当時タブーになっていた）ことや日本プロレスの経理が不透明であったことなど、日本プロレスとの度重なる確執から1971年（昭和46年）12月13日に除名・追放処分を受ける（詳しくは密告事件を参照）。同年11月2日、女優の倍賞美津子と京王プラザホテルで結婚披露宴を開く。

#### 新日本プロレスを設立
日本プロレスを追放された後の1972年（昭和47年）1月26日に新日本プロレスを旗揚げした。旗揚げ当初はテレビ放送もなく、日本プロレスの圧力でアメリカのプロモーターや有力選手の協力が得られず、当時の猪木には圧力を払いのけられる人脈がアメリカのプロレス界にはなく、外国人選手のブッキングをアメリカでは影響力の弱いカール・ゴッチに頼らざるしか出来なかったため招聘ルートが脆弱で、そのため観客動員に苦戦し苦しい経営であった。また、日本プロレス崩壊後もジャイアント馬場率いる全日本プロレスの圧力により有力な外国人プロレスラー招聘に難航したが、元国際プロレスのエースストロング小林との大物日本人対決、日本プロレス時代の先輩である大木金太郎との遺恨試合、ビル・ロビンソンとの実力世界一決定戦などで人気を博す。タイガー・ジェット・シンやスタン・ハンセン、ハルク・ホーガンなどを外国人エースとして育成もした。WWWFと提携して以降は多数の外国人スターを呼べるようになり、力道山亡き後のプロレス黄金時代を築いた。

#### 異種格闘技戦
新日本プロレスは、「プロレスこそ全ての格闘技の頂点である」という「ストロングスタイル」を標榜。その後のプロレスに大きな影響を与える。猪木は自身の最強を証明するため、パキスタンの英雄アクラム・ペールワン、「熊殺し」の異名をとる空手家ウィリー・ウィリアムスとの対戦など、異種格闘技路線への挑戦を続け、後年の総合格闘技の礎を築いた。
中でもプロボクシング統一世界ヘビー級チャンピオン、モハメド・アリとの一戦は世界各国に中継され話題を呼んだ。日本では、昼間の生中継と同日のゴールデンタイム19時からのNETテレビでの録画中継という形で2度放送された（詳しくはアントニオ猪木対モハメド・アリを参照）。1979年（昭和54年）1月にはアフリカの元ボクシングヘビー級チャンピオンでウガンダの元大統領であるイディ・アミンとの異種格闘技戦の計画が浮上した。アミンは猪木戦を承諾したが、その後クーデターを受けサウジアラビアに亡命したため、結局対戦は実現しなかった。

#### 猪木監禁事件
1982年（昭和57年）2月27日、沖縄松林流空手東海支部長水谷征夫とともにフルコンタクト空手の団体「寛水流空手（かんすいりゅうからて）」を設立した。
同年、漫画原作者の梶原一騎により猪木が監禁される事件が起こった。梶原は、暴力団関係者を使って猪木を大阪のリーガロイヤルホテルの一室に呼び出し、銃を持っていることなどを仄めかして猪木を脅迫したとされる。後に梶原が著書『わが懺悔録』で語ったところによると、この事件の発端は、当時タイガーマスクのキャラクター使用料が猪木側から梶原に支払われなくなっていたことにあるとされている。「猪木が梶原を避けていたため全く連絡がつかない状態にあった時、たまたまホテルで会ったので部屋に招いてその件を問い質しただけで、監禁恐喝は完全に冤罪である」という。ただし、恐喝に関して梶原の他に「同席者」がいたことは否定されていない。

#### IWGPを立ち上げ - 世代交代
1983年（昭和58年）には世界統一タイトルを目指しIWGPを立ち上げる。しかし同年6月2日の第1回IWGP優勝戦において、当時新鋭のハルク・ホーガンからロープ越しのアックスボンバーを受け、リングサイドに落ちた際に頭を打って脳震盪を起こし、失神KO負けを喫した（詳細についてはIWGPリーグ戦の項を参照）。
この頃、猪木が自身のビジネス（「アントン・ハイセル」など）に新日本プロレスの資金を投資し、その多くが失敗に終わって新日本プロレスの経営を圧迫することになり、これに嫌気がさした所属レスラーによる「クーデター」と、その後のタイガーマスクや長州力の退団騒動につながって行く。
1986年（昭和61年）6月にはプロボクシング団体日本IBFと業務提携開始。1987年（昭和62年）、不倫騒動で倍賞と離婚。そしてアントン・ハイセルの負債、クーデターで最悪の状況の中、マサ斎藤と観客なしのノーピープルマッチを敢行。
1988年（昭和63年）8月8日の藤波とのIWGP戦は、「猪木が負ければ引退か?」という憶測の中、IWGP挑戦者決定リーグ戦を何とか勝ち抜いてのものであった。猪木は「負けたら引退する」と宣言し、引退試合の実況を約束していた古舘伊知郎がテレビ朝日の演出により急遽この試合を実況するという設定の中、試合は60分時間切れの引き分け。これが猪木最後のIWGP挑戦となった。
1989年（昭和64年・平成元年）に参議院議員に当選・就任したのに伴い、議員活動を優先するため新日本プロレス代表取締役社長は取締役副社長の坂口征二に譲り、自身は代表取締役会長に就任した。レスラーとしては、大会場でのスポット参戦に止まる形になり、第一線からは退く形になった。

#### 引退
1994年（平成6年）5月1日、福岡ドームでグレート・ムタと対戦し、フォール勝ちを収める。この試合より引退への布石となる「イノキファイナルカウントダウンシリーズ」が始まった（なお「ファイナルカウントダウン」と銘打ったが、カウントがダウンせずに「1・2・3」とアップしている）。
1995年（平成7年）4月、平和のための平壌国際体育・文化祝典で猪木は当初、前年46歳の誕生日数か月前にWBA・IBF世界ヘビー級王座を獲得したジョージ・フォアマンとの対戦を希望したが、フォアマンは「とんでもない。北朝鮮になど行かない。俺は第一に愛国者、第二にボクサーだ。わが国が北朝鮮と外交関係を持っていない以上、俺がそこに行くなんてありえない」と拒否。1974年キンシャサの奇跡で最初に世界王座に君臨していたフォアマンをKOして世界王座奪取し、1976年猪木と対戦したアリが来賓として参加、猪木自身はシングルマッチ 20分1本勝負リック・フレアーに完勝。12月30日、大阪城ホールにて自主興行「INOKI FESTIVAL」を開催。
1996年（平成8年）11月3日には、以前自身が平壌での対戦を熱望したフォアマンが来日し、東京ベイNKホールで行われたWBU世界ヘビー級王座戦で判定勝ち。猪木は二宮清純と共にTBSテレビの解説を務めた。
1998年（平成10年）、沖縄県豊見城村（現・豊見城市）内の平仲信明のジムで現役生活最後のキャンプ、3月22日愛知県体育館で角田信朗と公開スパー、4月4日東京ドームにおける引退記念イベント「ファイナルイノキトーナメント」で行われた引退試合で、小川直也らと対戦し勝ち上がってきたドン・フライと対戦、グラウンド・コブラツイストで勝利し引退した。引退の際には「この道を行けばどうなるものか」で始まる「道」の詩を諳んじるスピーチを行った。この「道」のセリフは、後に盛んに春一番らがものまねの対象にしている。
猪木は引退と共に新日本プロレス代表取締役会長を退任するが、筆頭株主かつオーナーとしては引き続き在位した。

#### 引退後
引退後はUFO、PRIDE、INOKI BOM-BA-YEなど、多くの団体やイベントに盛り上げ役として登場したり、猪木完全プロデュースによる「ジャングルファイト（MMA/VT）」をブラジルで開催するなどしている。
2002年（平成14年）8月28日に行われた「Dynamite!」では、上空4,000メートル（夜間規制があったため発表は3,000メートル）からのスカイダイビングに挑戦。国立霞ヶ丘競技場陸上競技場への着地に成功したが、その後「PRIDE」と絶縁。
2003年（平成15年）12月31日には日本テレビ協賛で「イノキボンバイエ」を開催したが大失敗に終わり、格闘技プロデュースからは退いた。
2005年（平成17年）11月14日に自身の持つ新日本プロレスの株式（全株式の51.5%相当）を株式会社ユークスに売却し、事実上新日本プロレスの経営から身を引いた。以降は自身が提唱したバングラデシュ興行が中止になる等、同団体への影響力は相当減少する事となる。
2006年（平成18年）4月、アメリカの新興総合格闘技団体IFLの世界大使に就任。IFL参戦のため、同年9月に自身が監督を務める東京サーベルズを結成。同時に、自ら企画した格闘技イベント「INOKI GENOME 〜格闘技世界一決定戦〜」の開催延期を発表するなど試行錯誤を繰り返した。
2007年（平成19年）3月、自身が社長（後に会長）を務める新団体「イノキ・ゲノム・フェデレーション（IGF）」を発足、6月に両国国技館にて旗揚げ戦を行った。娘婿であるサイモン・ケリー猪木も新日本プロレス社長を辞職、IGFへ合流した。
2007年（平成19年）7月11日、親交のあるTRIPLE-Pと“TRIPLE-P vs. アントニオ猪木”を組み、アントニオ猪木の名言「道」を曲にして発売した。道のCDジャケットの裏側はアントニオ猪木の手書きの「道」が書かれている。プロモーションビデオにも出演しDJプレイしたりサンプラーを叩いたりする。
2007年（平成19年）12月20日、有明コロシアムで行われた小川直也対安田忠夫戦の試合終了後、レフェリーの制止を無視して暴れまわる小川を止めるため乱入し、裸絞めで小川を失神させた。
2010年（平成22年）2月1日、WWEは猪木のWWE殿堂（WWE ホール・オブ・フェイム）顕彰を発表した。WWE殿堂入りを果たした日本人は猪木が初めてである。理由は、世界のプロレス界発展に貢献したことを評価しての選出であった。インダクター（プレゼンター）はスタン・ハンセン。
猪木のWWE殿堂表彰セレモニーは3月27日、アリゾナ州フェニックスにて行われた。猪木は翌日にアリゾナ州グレンデールのユニバーシティ・オブ・フェニックス・スタジアムで開催された第26回レッスルマニアにも登場し、観衆からの祝福を受けた。12月、「INOKI BOM-BA-YE」を復活させると共に、「Dynamite!! 〜勇気のチカラ2010〜」のプロデューサーとして大晦日興行に復帰する。
2011年（平成23年）12月31日、「元気ですか!! 大晦日!! 2011」を開催。
2012年（平成24年）7月10日、中国・上海で新団体「上海愛武」を旗揚げ。（平成24年）11月20日、キューバ友好勲章を授与される。
2013年2月20日、古希を祝うパーティーが東京都港区のホテルオークラ東京で催され、坂口征二、小川直也、藤波辰爾、藤原喜明、木村健悟、佐山聡、ジョージ高野、前田日明、北沢幹之、蝶野正洋、棚橋弘至、橋本大地、スタン・ハンセンらかつての愛弟子・ライバルや、各界から千葉真一・谷隼人、デヴィ・スカルノ、船越英一郎、九重親方、南部虎弾、野村克也&野村沙知代夫妻など、660人が祝福に駆けつけた。
2017年5月25日、自身がプロデュースする新イベント「ISM」の旗揚げを発表。「ISM」の収益金については、自身の師匠の一人であるゴッチの墓を日本国内に建設するための費用とする。一方でIGFに対しては、既に運営から手を引いていることと「会社を整理する方向で考えている」との方針を明かした。これに対しIGF側は、猪木が役員は退いているものの依然同社の大株主の一人であるとして、団体存続を目指す方針を訴えている。同月にはIGF側が猪木の妻に対する不当利得返還請求の訴訟を起こすなど、一部の問題は法廷に持ち込まれていたが、最終的に2018年3月に猪木とIGFとの間で和解が成立し、猪木は所有するIGFの全株式を第三者に売却してIGFとの関係を断った。10月21日、両国国技館での『INOKI ISM.2』において自身の生前葬を行う。
2019年2月19日、『ジャイアント馬場没後20年追善興行』に来場し試合前にあいさつ。ジャイアント馬場関連イベントに登場するのは初。リングでの絡みを含めれば1979年の「夢のオールスター戦」以来となった。4月26日、ドラディションの『NEVER ENDING DREAM TOUR in TOKYO』後楽園ホールに参加し藤波と坂口とトークバトルを行った。猪木は登場の際に握手を求めた藤波に闘魂ビンタをお見舞いし観客を沸かせた。
2022年10月1日（土曜日）午前7時40分、死去（#闘病と死去を参照）。

### 政治家として

#### 政界進出（参議院議員）
1989年（平成元年）、「スポーツを通じて国際平和」を合言葉にスポーツ平和党を結成。第15回参議院議員通常選挙に比例区から99万3989票を集めて初当選し、参議院議員となる（キャッチコピーは「国会に卍固め、消費税に延髄斬り」）。史上初のレスラー出身の国会議員となった。
なお、当時参議院比例区は政党名の投票であったのに対し、自身の知名度の高さから猪木の個人名を書いた無効票が大量に出た（当時の参議院比例代表選挙は厳正拘束名簿式）。政治活動を続けながらもプロレス界からは引退せず、政治とプロレスの「二足のわらじ」を履いて活動した。当時は参議院の通称使用が認められていなかったため、議員活動は本名の「猪木寛至」名義で行った。
1989年（平成元年）10月14日、福島県会津若松市の体育館で講演中に暴漢に刃物で襲われ、左の頸部などを負傷。会場が一時騒然となる中、傷口をタオルで押さえたまま講演を最後まで行い、終了後に東京の病院に入院した。この時の猪木はマスコミのインタビューで「アトラクションにしては痛てーな」とコメントしていた。後日、警察やマスコミなどが猪木に対し、何故、警戒しなかったのかと尋ねたところ、猪木は「過去に講演会やトークショー、様々なイベントで、ファンの人が突然、壇上に上がって握手やサインを求めてきたり、プレゼントを差し出してきたり、弟子入りや新日本プロレスへの入団をお願いしてきた事が何度かあり、今回も近づいてきた男性が暴漢ではなく自分のファンだと勘違いして何も警戒していなかった」と答えた。10月25日、統一会派を組んだ民社党の配慮により質問に立った。

#### 湾岸戦争で日本人人質解放
1990年（平成2年）8月2日、当時サッダーム・フセイン政権下のイラクが突如クウェートに侵攻（湾岸危機）。イラクは日本を含む国際連合からの非難や制裁措置を受け、当時クウェートにいた日本人41人などを事実上の人質としてイラクに連行・国外移動禁止処分にする。
政府間の人質解放交渉は難航したが、猪木が12月1日にイラクで「平和の祭典」を行うことを発表。外務省はこれに難色を示したが、猪木は個人で費用を負担してトルコ航空機をチャーター、関係者や人質被害者41人の家族46人と共にトルコ経由でバグダードへ入った。このイベントの開催後に、在留日本人と全人質が解放された。
これを追い風に、その後1992年（平成4年）7月の第16回参議院議員通常選挙でも1議席を獲得（参議院会派で2議席目）した。

#### 落選
1994年（平成6年）、公設第1秘書（当時）であった佐藤久美子 およびスポーツ平和党前幹事長の新間寿らが、「政治資金規正法違反」、「収賄」、「右翼（日本皇民党）との癒着」、「佐川急便会長の依頼で東京都知事降板」、「税金未納」、「女性問題」などの問題を告発するいわゆる「猪木スキャンダル」をぶち上げた。
このうちのいくつか（少女買春など）は完全な捏造であり、特に政治資金規正法違反については東京地検捜査中に時効となり、処分はまぬがれた。税金未納問題については、世田谷区役所および国税から差し押さえ処分を受けた（官報に記載）。
これと前後して、もう1人のスポーツ平和党所属議員江本孟紀と党の運営を巡って対立。特に金銭疑惑にまつわる江本の猪木に対する不信により大きな亀裂が生じた。また、釈明記者会見の際、激高した猪木が机を叩き記者を怒鳴るなどの高圧的な態度をとったことも強い批判を浴びた。
一連の「猪木スキャンダル」もあり、1995年（平成7年）の参議院選挙で落選。なお、同じ参院選挙では高田延彦が副党首を務めた「さわやか新党」も立候補したが、「スポーツ平和党」同様に議席を獲得出来なかった。選挙後、江本は離党した。
なお、スポーツ平和党は2004年（平成16年）4月を以て解散した。

#### 選挙への再出馬 - 国政復帰
2013年6月5日、日本維新の会より、第23回参議院議員通常選挙比例代表での出馬を表明。日本維新の会共同代表の石原慎太郎立ち会いの下で開催した記者会見で『猪木の元気を日本のために活かしたい』と国政再挑戦への意欲を漲らせた。
同年7月21日の投開票において、獲得票数35万6606票（同党内最多得票）で当選し、18年ぶりの国政復帰を果たした。
2013年7月29日より議員氏名として「アントニオ 猪木」を使用することが、参議院で許可された。

#### 訪朝
2013年7月25日から北朝鮮の朝鮮戦争休戦60年の記念行事に出席。平壌で金永南最高人民会議常任委員長と会談した。参議院規則では議員が登院できない場合には議院の許可を得ることとされているが、参議院選挙の比例区で当選した後ではあったものの前任の参議院議員の任期満了が7月28日であり未だ民間人なので問題はないと説明されていた。
その後、北朝鮮のスポーツ強化委員長であった張成沢の打診を受け、10月下旬に再度訪朝の意向を示した。10月31日の参議院議院運営委員会理事会は「必要性がない」として渡航不許可を決定。しかし、不許可は不合理と反発して11月に入って実際に訪朝が実行されたため、参議院議院運営委員会理事会は処分を含めた対応を検討。11月13日の参議院本会議で懲罰動議が可決され懲罰委員会に付託して処分の是非や内容を審査することとなった。懲罰委員会からは弁明の機会が与えられていたもののこれを拒否し、11月20日の懲罰委員会理事懇談会の協議で登院停止30日の処分内容が決定され、11月21日の懲罰委員会でこれを全会一致で可決、11月22日の参議院本会議で登院停止30日とすることに維新を除く賛成多数で可決された。また、維新から党としての処分として、党員資格と党国会議員団副幹事長職のそれぞれ50日間停止を言い渡された。
さらに猪木を招待した張成沢が12月8日に粛清され、公職追放された。そして12月12日に死刑判決を受け、即日処刑された。猪木は張の処刑について聞かれ、「よく分からない。北朝鮮も神経質になっているときなので余計なことを話さず、言葉を控えたい」と答えた。しかし、訪朝時に打診した国会議員団訪問の受け入れは、北朝鮮側から「約束はまったく変わらない」と返答があったという。猪木は、理事長を務めるNPO法人「スポーツ平和交流協会」が平壌に設立した事務所を通じた交流活動についても「変化しない」と述べた。
2014年1月13日 - 16日にかけ、北朝鮮を訪問した。猪木の訪朝はこれで27回目となる。4月には同じ維新の会の松浪健太、石関貴史、阪口直人（衆）、清水貴之（参）の4議員とともにゴールデンウィーク中の再度の訪朝を計画した。維新の会は党として許可した ものの、政府として北朝鮮に対して渡航自粛勧告を通達するなど制裁発動中であることを理由に自民党からの自粛要請に逢い、渡航に必要な衆参両院の許可が得られる見込みがなくなったとして最終的に断念した。同年6月、第186回国会の閉会を待って再度の訪朝計画を発表（国会会期中以外の海外渡航は議員が所属する各院の許可が不要であるため）、これに対して菅義偉官房長官は7月7日の定例記者会見で、政府が北朝鮮への経済制裁を一部解除したことを踏まえ「渡航で特段の措置を取ることはない」として反対しない方針を表明、7月9日、猪木と上記の4議員にみんなの党の山田太郎参議院議員を加えた6名の議員団を組織して北朝鮮へ出発、平壌市内の各施設や開城市などを訪問したほか、朝・日友好親善協会顧問である朝鮮労働党の姜錫柱書記や労働党国際部副部長を務める朝日友好親善協会の朴根光会長と会談を行い、拉致問題解決に向けた取り組みや人的交流を確認し合った。

#### 次世代の党への参加と離党
2014年8月1日の日本維新の会分党に際しては石原慎太郎共同代表を支持するグループ「次世代の党」に参加。党国民運動局長および参議院政策調査会長に就任した。しかし、2014年12月12日に離党届を提出した。

#### 日本を元気にする会への参加と解散

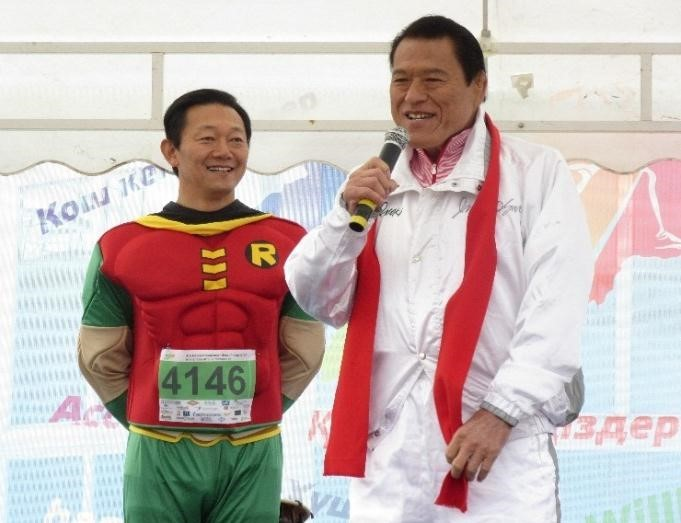
2015年5月、阪口直人と（キルギスにて）

2015年1月8日に政党「日本を元気にする会」の設立と同時に参加、同党最高顧問に就任。1月21日にノーベル平和賞受賞者のマララ・ユスフザイとイギリスで面会し同氏の日本訪問を要請、同氏はこれを受諾した。2015年9月17日の安全保障関連法案の採決では所属する日本を元気にする会が直前で賛成に転じたため、自らも賛成票を投じたが、数日前に反対派団体に「慎重な審議を要求したい」という書簡を出していたために、物議をかもした。
2016年6月2日、日本を元気にする会代表の松田公太の辞任と共に、猪木の代表就任が報じられた。2016年7月27日に会派「日本を元気にする会・無所属会」は解散し、猪木は会派「無所属クラブ」に異動した。2019年2月25日に国民民主党の院内会派である「国民民主党・新緑風会」に入会した。

#### 政界引退
2019年6月5日、第25回参議院議員通常選挙に出馬せず引退する意向を表明した。不出馬の理由は高齢であることや選挙に向けた野党間協定に対する思い等があることを述べた。

### 闘病と死去
1982年8月に糖尿病が判明し、血糖値は通常の5倍という検査結果で体がだるく、思うように動かせなくなっていたという。
2020年2月28日、プロレスリング・マスターズの全試合後に『燃える闘魂60周年メモリアルセレモニー』が行われ挨拶で「本当は去年2か月半入院して、もうどうしようかなと思っている時にこれに出会い、新たな闘魂に火が付きました」と話し、その後は待ってましたと長州が武藤を羽交い絞めにしたところに闘魂ビンタをお見舞い、続いて蝶野にも見舞い、観客の長州コールに武藤、蝶野が抑えつけお見舞いすると前田コールも起こり「前田もやるのか。変わったな」と猪木は笑顔でこの日4度目の闘魂注入を見舞った。これが猪木の最後のリングとなったが、もう歩くのも大変そうだったと後に武藤は語っていた。7月26日、自身のツイッターで、難病の「心アミロイドーシス」という病におかされていることを告白。
2021年4月16日、ドラディションが後楽園ホールで興行を打ち、その場で藤波が来年の自身のデビュー50周年記念大会に、1月から腰の治療でも入院していた猪木を招く強い意欲を示していた。11月27日放送のNHK BSプレミアム『燃える闘魂　ラストスタンド 〜アントニオ猪木 病床からのメッセージ〜』にて、正式な病名は心アミロイドーシスではなく「全身性トランスサイレチンアミロイドーシス」だと公表した。
2022年3月1日には50周年を迎える新日本プロレスが日本武道館で「CSテレ朝チャンネル Presents 旗揚げ記念日」を開催、2月20日札幌大会ではオカダ・カズチカが猪木の新日本登場を熱望しており、オカダはこの日、猪木が作った新日本プロレスへの想いを語り藤波が「今、猪木さんの名前が出ましたけど、猪木さんには次回必ず来てもらいましょう。猪木さんにエールを贈るために、例のやつを元気よく行きましょう！」と「1！2！3！ダー！」で大会を締めた。5月22日、自由に動かなくなった体で、自身がデザインした青森県十和田市蔦温泉に建てた「アントニオ猪木家の墓」の建立式を行い、19年に亡くなった妻の納骨などを行った。10月1日午前7時40分、全身性トランスサイレチンアミロイドーシスによる心不全のため東京都港区の自宅で死去した。79歳没。猪木は闘病と並行しながらメディアなどへの出演も続け、8月28日の日本テレビ『24時間テレビ45』に出演し、車椅子に乗りながら両国国技館に姿を現し、かつて日本テレビのプロレス実況担当アナウンサーでもあった徳光和夫と質疑応答を行った。これが生前最後のテレビへの出演となった。同月26日には専属マネジメント会社となる「株式会社猪木元気工場」が設立され、同社の顧問となっている。その後も、同年12月1日の藤波辰爾の50周年記念大会など出演予定のスケジュールも入れていたが、9月後半に入り急速に体調が悪化し、一時危篤状態に陥るなど自宅で24時間の看護体制で療養を続けていた。猪木の自宅の近所に住んでいた猪木の実弟に当たる啓介は、亡くなる前日の9月30日夜に猪木の自室に呼ばれて40分程度二人きりで過ごしたという。その後10月1日早朝、啓介と自宅で看護を続けてきたスタッフにより看取られ、息を引き取った。

### 死後
訃報に古巣の新日本プロレスをはじめ、関係者、海外機関、各界の著名人などから多く寄せられた。訃報を聞いて弔問に訪れた人物には古舘伊知郎、舟橋慶一、坂口征二、木戸修、ケンドー・カシン、佐々木北斗夫妻、藤田、小川、高田、長州、藤波は家族などがおり、古館は自身の弔問の様子などをYouTubeで語った。鈴木みのるは翌2日のワイルドワンプロレスリングの試合後、「1、2、3、ダーッ！」をする素振りに観客も応じ、鈴木なりに追悼した。
猪木死去当日、新日本プロレスはイギリス・ロンドン大会、藤波が試合を行ったプロレスリング・ヒートアップ・川崎市とどろきアリーナ大会、女子プロレスのスターダム・武蔵野の森総合スポーツプラザ大会でそれぞれ追悼の10カウントゴングが行われた。全日本プロレスは、翌2日に追悼セレモニーを行いプロレスリング・ノアは7日の後楽園ホール大会で追悼10カウントセレモニーを行った。新日本プロレスは、猪木の死後国内初大会となる10日の両国国技館大会でも10カウントゴングセレモニーを行い来年1月4日に東京ドームで行われる「WRESTLE KINGDOM 17」を追悼大会とし大会のサブタイトルを「闘魂よ、永遠に」とすることを発表、当日はアントニオ猪木メモリアル6人タッグマッチを行い6選手共に赤い闘魂タオルで入場し藤波は猪木がしていたのと同様に深紅のガウンで入場し試合を行い試合後は「1、2、3、ダーッ！」を行った。日本プロレス殿堂会は、10日の後楽園ホール大会で大会前に藤波と長州のトークショーでしのび、試合後に追悼セレモニーを行った。西口プロレスも25日の新宿FACE大会で追悼した。ドラディションは、10月22日の福岡大会、30日の大阪大会で10カウントゴング、猪木の音声を使った「1、2、3、ダーッ！」で興行を締め、12月1日の代々木大会では藤波が猪木と同じデザインの深紅のガウンで「炎のファイター」をテーマ曲に入場し、試合後のセレモニーではこの日も10カウントゴングを鳴らし、「師匠である猪木さん。本来ならば、猪木さんもこのリングに立ってくれる約束でした。それが叶わぬこととなりましたが、我々レスラーはこれからも猪木さんの遺志を継いで邁進していきます。どうぞ、これからもプロレスを宜しくお願いします。」と語り「1、2、3、ダーッ！」で大会を締めた。ストロングスタイルプロレスでは、11月23日の大阪大会で佐山が30カウントゴング、12月8日の後楽園ホール大会では30カウントゴングの最後の一打で「炎のファイター」を流し、「天まで届け」と追悼した。11月17日の新日本プロレス50周年記念ライブイベント「シンニチイズム ミュージックフェス」でも「炎のファイター」で追悼、生前の猪木の映像と共に「1！2！3！ダーッ！」を行った。横浜DeNAベイスターズは当日の試合前、炎のファイター 〜INOKI BOM-BA-YE〜を流した。テレビ朝日は当日、「サタデーステーション2時間SP」の番組内容を変更し1時間50分「アントニオ猪木さん死去『燃える闘魂』を緊急追悼」を放送し、7日にはBS朝日で放送の「ワールドプロレスリングリターンズ」でも追悼し、9日には「ワールドプロレスリング」で追悼特集を放送し、CSテレ朝チャンネル2では、14日から3日連続で『ありがとう！ 俺たちの“燃える闘魂”ワールドプロレスリング アントニオ猪木追悼SP』を放送し、BS朝日は11月11日の金曜よる8時に『アントニオ猪木 追悼 レジェンドが語る“燃える闘魂”完全版』を放送した。NHKはラジオ第一で23日『闘魂フォーエバーアントニオ猪木さんをしのんで』と題して生放送を行い、12月29日には2021年11月27日放送の『燃える闘魂　ラストスタンド 〜アントニオ猪木 病床からのメッセージ〜』に未公開映像を加えて『燃える闘魂 ラストスタンド〜アントニオ猪木 最後のメッセージ〜』として放送を行った。12月28日には、両国国技館にて追悼イベント「INOKI BOM-BA-YE×巌流島 in 両国（猪木祭り）」が開催され、その閉会式で小川直也が継続的にイベントを行うことを宣言、締めの「1、2、3、ダー!!」は藤原喜明が行なった。12月31日、さいたまスーパーアリーナで開催されたRIZIN.40で追悼セレモニーが行われ試合終了後には締めの「1、2、3、ダー!!」を高田延彦が行なった。
また、猪木の訃報はロイター通信など、海外メディアでも速報などで報道された。
生前に開設していた自身のYouTubeチャンネルが死去当日夕方に更新され、9月21日に撮影された『アントニオ猪木「最期の言葉」』と題した動画が投稿され、ベッドに横たわりながらカメラに語る猪木の生前最後の姿が公開された。10月6日にも、同日に撮影された約12分に及ぶ動画が公開された。10月17日、通夜、告別式の動画が公開された。
猪木最後のサインをもらったのは小川だが、猪木の書く力が弱っていたため約1年半のリハビリの末に書かれたものである。
藤波は「生きる」という直筆の詩を、生前二か月前に渡され、受け取る手が震えたといい、7月30日には直筆のサイン色紙も貰っている。
猪木没後の10月4日に新日本プロレスから「アントニオ猪木が9月1日付で弊社（新日本プロレスリング株式会社）の終身名誉会長に就任した」ことが発表された。新日本プロレスによれば10月10日に開催する両国国技館での興行の際に猪木終身名誉会長の就任の件を発表する予定であったという。
猪木の親族のうち兄や長女が海外に居住しているため、葬儀まで猪木の遺体は同月2日に自宅から都内の安置所に移されて安置されており、弟の啓介を喪主とし近親者による家族葬が同月14日に桐ヶ谷斎場で行われた。戒名は「闘魂の道、覚悟を決めて突き進む。魂を機らかす」という意味の「闘覚院機魂寛道居士（）」、猪木の代名詞であった「闘魂」と本名の「寛至」、引退試合で披露した詩『道』の字がそれぞれ入れられた。家族葬としていたが、13日の通夜には333人が参列した。翌14日の告別式では358人が参列し、出棺の際には田中ケロがコールを行い『炎のファイター』が流れる中、赤い闘魂タオルを首に巻いた坂口征二、藤波辰爾、棚橋弘至、オカダ・カズチカ、中邑真輔、蝶野正洋、武藤敬司、高田延彦、藤田和之、小川直也、船木誠勝、柴田勝頼らが猪木の棺を担いだ。当初は6人で棺を担ぐ予定であったが、猪木の棺はかなり重さがあったため、坂口の音頭で10人以上が担いだという。その後、猪木の遺体は同斎場で荼毘に付された。
遺骨は兄弟や娘も納骨されている神奈川県横浜市鶴見区の總持寺に納骨され、青森県十和田市蔦温泉の「アントニオ猪木家の墓」にも分骨される予定である。
11月24日、四十九日法要が猪木家の菩提寺である總持寺で執り行われた。
プロレス大賞は栄誉賞を創設し、MVPを6度、特別功労賞を4度受賞した猪木の功績をたたえ贈ることとした。
2023年1月16日、生前のプロレス界での活躍や国会議員として国や公共に対する功績が評価され、日本国政府から猪木に対し死没日付をもって従四位に叙され、旭日中綬章が追贈されたことが猪木元気工場より発表された。日本のプロレスラーとしては初めての叙勲となる。叙位・叙勲の伝達は偶然にも、馬場の誕生日であり「1、2、3、ダー!!」にちなむ1月23日であった。
2月21日に引退試合をした武藤は、その日のために猪木に映像などの依頼をしていた。猪木は「80歳最初の仕事は武藤の仕事か」と生前に語っていたことを近しい人が言っていたという。
3月7日、猪木の正式な本葬となる「アントニオ猪木お別れ会」が両国国技館において執り行われ、生前の猪木と関わりがあった多くの関係者・ファンら7000人が参列、古館が弔辞を読み、愛弟子の藤波辰爾が亡き師に永訣を告げた。
6月8日には日本記念日協会より猪木の命日である10月1日を「闘魂アントニオ猪木の日」として認定されたことが発表された。記念日の目的について日本記念日協会は「『闘魂』を体現したアントニオ猪木氏を偲び、その功績・人物像・魅力などを後世に伝え、広めていくことが目的」とし、10月1日を記念日とした理由については猪木の命日であることと「闘（10）魂Antonio I（1）noki」の語呂合わせによるものとしている。
8月3日から15日までの日程で京王百貨店新宿店、11月15日から26日まで阪神百貨店梅田本店においてアントニオ猪木展が開催された。
9月12日、總持寺で一周忌法要が営まれ、その最後に小川の音頭で「1、2、3、ダァー！」を唱和した。法要後には「燃える闘魂　アントニオ猪木之像」除幕式も行われた。
同年10月6日から、アントニオ猪木に迫ったドキュメンタリー映画「アントニオ猪木をさがして」が全国公開された。

## プロレス

### 主な戦績
- 1960年（昭和35年）9月30日、デビュー戦で大木金太郎（金一＝キム・イル）に逆腕固めで敗退。
- 1961年（昭和36年）5月25日、馬場正平と初対戦、羽交い締めで敗退[25]。以後1963年10月まで16戦全敗。
- 1964年（昭和39年）3月12日、海外武者修行の初戦において、ハワイにてプリンス・イヤウケアと対戦（猪木のセコンドに付いていた豊登の乱入で反則負け）[32]。以降、2年後の東京プロレス旗揚げに伴う帰国まで、ディック・ザ・ブルーザー、フレッド・ブラッシー、ザ・デストロイヤー、ジン・キニスキー、フリッツ・フォン・エリック、カウボーイ・ボブ・エリス、マーク・ルーイン、キラー・カール・コックスなどと対戦[194][195]。
- 1966年（昭和41年）
  - 10月12日、東京プロレスの旗揚げ戦においてジョニー・バレンタインに勝利。
  - 11月19日、ジョニー・バレンタインを破り、USヘビー級王座を獲得。初のシングル王座戴冠を果たす[30]。以降、バレンタイン、スタン・スタージャック、エディ・グラハムらを相手に防衛戦を行ったが、東京プロレスの崩壊に伴い王座は消滅[30]。
- 1967年（昭和42年）
  - 5月5日、日本プロレスへの復帰戦で吉村道明と組み、マイク・デビアス&ダン・ミラーに勝利。
  - 5月26日、吉村道明と組んでアイク・アーキンス&ワルドー・フォン・エリックを破り、アジアタッグ王座を獲得[196]。
  - 10月31日、ジャイアント馬場と組み、ビル・ワット&ターザン・タイラーからインターナショナル・タッグ王座を奪取[197]。以降、馬場とのBI砲で活躍。
- 1969年（昭和44年）
  - 5月16日、クリス・マルコフを破り、ワールドリーグ戦初優勝。
  - 12月2日、NWA世界ヘビー級王者のドリー・ファンク・ジュニアに挑戦、60分時間切れ引き分け。
- 1970年（昭和45年）
  - 7月28日、テリー・ファンクとシングルマッチ（60分3本勝負）で対戦、2-1で勝利[198]。
  - 11月5日、星野勘太郎と組んでニック・ボックウィンクル&ジョニー・クインを破り、NWAタッグ・リーグ戦に優勝[199]。
- 1971年（昭和46年）
  - 3月6日、ミル・マスカラスとシングルマッチ（60分3本勝負）で対戦、2-1で勝利[200]。
  - 3月26日、ジョン・トロスを破り、UNヘビー級王座を獲得。以降、フレッド・ブラッシー、ジャック・ブリスコ、フリッツ・フォン・エリック、ディック・マードックを相手に防衛戦を行ったが、日本プロレスからの除名に伴い同年12月13日にタイトルを返上[201]。
  - 12月7日、馬場とのBI砲でザ・ファンクスを挑戦者チームにインターナショナル・タッグ王座の防衛戦を行うが敗退、王座陥落[197]。これが日本プロレスでの最後の試合となる[202]。
  - 12月13日、「会社乗っ取り」を理由に日本プロレスから除名される[202]。
- 1972年（昭和47年）
  - 1月26日、京王プラザホテルで記者会見を開き、新日本プロレスの設立を発表[202]。
  - 3月6日、新日本プロレスの旗揚げ戦においてカール・ゴッチに敗退[203]。
  - 10月4日、カール・ゴッチを破り、世界ヘビー級王座を獲得[204]。
  - 10月9日、レッド・ピンパネールを破り、世界ヘビー級王座を防衛[204]。
- 1973年（昭和48年）
  - 10月13日、坂口征二と組み、ルー・テーズ&カール・ゴッチと90分3本勝負で対戦、2-1で勝利。
  - 12月10日、ジョニー・パワーズを破り、NWF世界ヘビー級王座獲得[205]。
- 1974年（昭和49年）
  - 3月19日、NWF世界ヘビー級選手権試合でストロング小林と対戦、大物日本人同士の対決が話題となった。29分30秒[206]、ジャーマン・スープレックス・ホールドで勝利。
  - 3月21日、NWFの本拠地オハイオ州クリーブランドにおいて、アーニー・ラッドを挑戦者にNWF世界ヘビー級王座を防衛[207]。
  - 4月26日、坂口征二と初対戦、30分1本勝負で時間切れ引き分け。
  - 5月8日、キラー・カール・クラップを破り、新日本プロレス版ワールドリーグ戦初優勝。
  - 6月26日、タイガー・ジェット・シンと対戦、アームブリーカーで右腕を折りTKO勝ち[208]。
  - 8月16日、坂口征二と組み、クルト・フォン・ヘス&カール・フォン・ショッツから北米タッグ王座を奪取。
  - 10月10日、NWF世界ヘビー級選手権試合で大木金太郎と対戦、13分13秒でバックドロップからフォール勝ち。デビュー戦の敗退から初の、そして唯一の勝利。
  - 11月13日、ザ・シークとランバージャック・デスマッチで対戦、シークの試合放棄で勝利[209]。
- 1975年（昭和50年）
  - 3月27日、韓国のソウルにて大木金太郎のインターナショナル・ヘビー級王座に挑戦、両者リングアウトで大木が防衛。
  - 12月11日、NWF世界ヘビー級選手権試合でビル・ロビンソンと対戦、60分時間切れ引き分け。
- 1976年（昭和51年）
  - 2月6日、ミュンヘンオリンピック柔道無差別級金メダリストのウィレム・ルスカと初の異種格闘技戦。バックドロップ3連発で勝利。
  - 6月26日、プロボクシング世界ヘビー級チャンピオンのモハメド・アリと対戦、15R引き分けに終わる（アントニオ猪木対モハメド・アリ参照）。
  - 9月10日、スーパースター・ビリー・グラハムとシングルマッチで対戦、卍固めで勝利[210]。
  - 10月7日、アンドレ・ザ・ジャイアントと格闘技世界一決定戦で対戦、レフェリーストップで勝利。
  - 10月10日、韓国のソウルにてパク・ソンを破り、NWFヘビー級王座を防衛。
  - 12月2日、元WWWF世界ヘビー級王者のイワン・コロフを破り、NWFヘビー級王座を防衛[211]。
  - 12月12日、パキスタンのカラチにてアクラム・ペールワンと対戦、ドクターストップで勝利。
- 1977年（昭和52年）
  - 1月7日、スタン・ハンセンと初対戦、反則勝ち[212]。
  - 8月2日、空手のWKA世界スーパーヘビー級王者ザ・モンスターマン（エベレット・エディ）と異種格闘技戦で対戦、KO勝ち。
  - 10月25日、ヘビー級プロボクサーのチャック・ウェプナーと異種格闘技戦で対戦、逆エビ固めで勝利[213]。
  - 12月1日、パット・パターソンを破り、NWFヘビー級王座を防衛[213]。
  - 12月8日、グレート・アントニオと対戦、KO勝ち[213]。
- 1978年（昭和53年）
  - 2月8日、上田馬之助と釘板デスマッチで対戦、KO勝ち[214]。
  - 5月30日、アンドレ・ザ・ジャイアントを破り、MSGシリーズ初優勝。
  - 7月24日、元WWWF世界ヘビー級王者のペドロ・モラレスを破り、NWFヘビー級王座を防衛[215]。
  - 11月25日、ドイツのシュトゥットガルトにてローラン・ボックと対戦、判定負け。
  - 12月16日、ヒロ・マツダを破り、プレ日本選手権優勝[216]。
  - 12月18日、WWF世界マーシャルアーツ・ヘビー級王者に認定され、ニューヨークのマディソン・スクエア・ガーデンにてテキサス・レッドを相手に王座を防衛[217]。
- 1979年（昭和54年）
  - 1月12日、メキシコシティオリンピックレスリング元アメリカ代表のボブ・ループに反則勝ち、NWFヘビー級王座を防衛[218]。
  - 5月10日、元NWA世界ヘビー級王者のジャック・ブリスコを破り、NWFヘビー級王座を防衛[219]。
  - 8月26日、プロレス夢のオールスター戦でジャイアント馬場と組み、アブドーラ・ザ・ブッチャー&タイガー・ジェット・シンと対戦、シンを逆さ押さえ込みに仕留めて勝利。
  - 11月1日、元NWA世界ヘビー級王者のダスティ・ローデスに反則勝ち、NWFヘビー級王座を防衛[220]。
  - 11月30日、ボブ・バックランドに勝利。日本人初、WWFヘビー級王座獲得（王座はのちに返上）[221]。
  - 12月17日、ニューヨークのマディソン・スクエア・ガーデンにてハッサン・アラブを破り、NWFヘビー級王座を防衛[222]。
- 1980年（昭和55年）
  - 2月27日、元極真会館のウィリー・ウィリアムスと対戦、ドクターストップの無効試合となった。
  - 4月13日、メキシコシティにてタイガー・ジェット・シンを破り、UWA世界ヘビー級王座を獲得[223]。
  - 8月9日、ニューヨークのシェイ・スタジアムにてラリー・シャープを破り、NWFヘビー級王座を防衛[224]。
  - 9月25日、NWFヘビー級選手権試合でスタン・ハンセンと対戦、逆ラリアットでフォール勝ち。
  - 9月30日、ミュンヘンオリンピック重量挙げ元アメリカ代表のケン・パテラを破り、NWFヘビー級王座を防衛[225]。
  - 12月29日、ニューヨークのマディソン・スクエア・ガーデンにてボビー・ダンカンを破り、NWFヘビー級王座を防衛[226]。
- 1981年（昭和56年）
  - 4月23日、NWFヘビー級王座決定戦でスタン・ハンセンに勝利。同時に、IWGP構想に基づき同王座を封印[205]。
  - 8月6日、マスクド・スーパースターと賞金3万ドル&覆面剥ぎマッチで対戦、ジャーマン・スープレックス・ホールドで勝利[227]。
  - 10月8日、ラッシャー木村と初対戦、反則負け[228]。
- 1982年（昭和57年）
  - 1月1日、新日本プロレス初の元旦興行でローラン・ボックと対戦、反則勝ち[229]。
  - 1月28日、アブドーラ・ザ・ブッチャーとシングルマッチで対戦、反則勝ち[229]。
  - 2月11日、ワフー・マクダニエルとシングルマッチで対戦、フォール勝ち[229]。
  - 4月21日、難民救済チャリティイベントでジェシー・ベンチュラと対戦、フォール勝ち[230]。
  - 11月4日、国際軍団（ラッシャー木村、アニマル浜口、寺西勇）と1対3変則マッチで対戦、寺西と浜口からフォールを奪うも木村にリングアウト負け。
- 1983年（昭和58年）
  - 1月1日、元旦興行でブラックジャック・マリガンと対戦、フォール勝ち[231]。
  - 5月27日、第1回IWGP決勝リーグ戦で前田明と唯一のシングル対戦、フォール勝ち。
  - 6月2日、第1回IWGP決勝戦でハルク・ホーガンと対戦、アックスボンバーによりリング外に転落し頭を打ちKO負け。
  - 11月3日、維新軍との4対4綱引きマッチで谷津嘉章と対戦、フォール勝ち。
- 1984年（昭和59年）
  - 1月1日、元旦興行でダスティ・ローデスと対戦、両者リングアウト[232]。
  - 6月14日、第2回IWGP決勝戦で前年優勝したハルク・ホーガンに挑戦、2度の延長戦の末、長州の乱入でリングアウト勝ち。
  - 12月28日、ニューヨークのマディソン・スクエア・ガーデンにてデビッド・シュルツと対戦、フォール勝ち[233]。翌年に新日本プロレスとWWFとの提携が解消されたため、これが最後のMSG出場となる。
- 1985年（昭和60年）
  - 2月6日、キングコング・バンディと1万5000ドルの賞金をかけたボディスラムマッチで対戦、ボディスラムで投げられ賞金を失うも、試合にはフォール勝ち[234]。
  - 4月18日、ブルーザー・ブロディと初対戦、両者リングアウト。
  - 12月12日、'85IWGPタッグリーグ戦決勝戦で坂口征二と組み、藤波辰巳&木村健吾と対戦、藤波のドラゴン・スープレックスで敗退。
- 1986年（昭和61年）
  - 2月6日、UWF代表の藤原喜明と対戦、勝利。
  - 6月17日、アンドレ・ザ・ジャイアントから世界初のギブアップ勝ちを収める。
- 1987年（昭和62年）
  - 3月27日、大阪城ホールでの「INOKI闘魂LIVE Part2」のマサ斎藤戦に海賊男が乱入。観客が暴動を起こす。
  - 10月4日、マサ斎藤と「巌流島の戦い」を行う。2時間5分14秒の死闘の末勝利。
  - 12月27日、たけしプロレス軍団の刺客、ビッグバン・ベイダーと対戦し、2分49秒で敗れる。再三のカード変更と猪木の敗北に観客が、大阪城ホールに続き暴動を起こす。
- 1988年（昭和63年）7月22日、長州力と対戦、フォール負け。
- 1989年（平成元年）
  - 4月24日、「格闘衛星闘強導夢」と釘打ち、プロレス初の東京ドーム大会で柔道ミュンヘン五輪金メダリストショータ・チョチョシビリと異種格闘技戦。裏投げを食らい、左肩を脱臼し（異種格闘技戦初の）敗北。
  - 5月25日、チョチョシビリと大阪城ホールで再戦し、ギブアップ勝ち。
- 1990年（平成2年）2月10日、坂口征二と組み、蝶野正洋&橋本真也の挑戦を受ける形で対戦、蝶野からフォール勝ち。この試合で初めて「1、2、3、ダー!」を披露。
- 1992年（平成4年）1月4日、馳浩と対戦、卍固めで勝利。
- 1994年（平成6年）
  - 1月4日、天龍源一郎と対戦、パワーボムで敗れる。
  - 5月1日、福岡ドームでグレート・ムタと対戦、フォール勝ち。この試合より引退への布石となる「イノキファイナルカウントダウンシリーズ」が始まる。
- 1995年（平成7年）4月29日、北朝鮮の平壌で行われた「平和のための平壌国際体育・文化祝典」においてリック・フレアーと対戦、フォール勝ち。
- 1998年（平成10年）4月4日、「ファイナルイノキトーナメント」を勝ち上がったドン・フライと引退試合で対戦、グラウンド・コブラツイストで勝利。

### 通算成績
- シングル戦 - 612勝41敗50分
- タッグ戦 - 1466勝104敗130分

### 獲得タイトル
NWAビッグタイム・レスリング
- NWA世界タッグ王座（テキサス東部版）：1回（第33代）（w / デューク・ケオムカ）

NWAミッドアメリカ
- NWA世界タッグ王座（ミッドアメリカ版）：1回（第53代）（w / ヒロ・マツダ）

ナショナル・レスリング・フェデレーション
- NWF世界ヘビー級王座 / NWFヘビー級王座：4回（第13代、15代、17代、18代）

ワールド・レスリング・フェデレーション
- WWFヘビー級王座 : 1回 (新日本プロレスは公式に認めているが、管理権を持つWWEは現在認めていない)
- WWF世界マーシャルアーツヘビー級王座：2回（初代、3代）

ユニバーサル・レスリング・アソシエーション
- UWA世界ヘビー級王座：1回（第4代）

東京プロレス
- USヘビー級王座：1回（ジョニー・バレンタインを破り獲得したタイトル）

日本プロレス
- UNヘビー級王座：1回（第6代）
- インターナショナル・タッグ王座：4回（第9代、10代、12代、14代）（w / ジャイアント馬場）
- アジアタッグ王座：4回（第19代、23代、24代、25代）（w / 吉村道明×3、大木金太郎）
- ワールドリーグ戦優勝：1回
- NWAタッグ・リーグ戦優勝：2回（w / 星野勘太郎、坂口征二）

新日本プロレス
- 世界ヘビー級王座：1回（第2代）（カール・ゴッチが所有していたタイトル。前身はオハイオで1960年代前半に活動していた「AWA」認定の世界ヘビー級王座）
- IWGPヘビー級旧王座：3回（初代 第2代、3代）
- NWA北米タッグ王座（新日本プロレス版）：2回（第3代、5代）（w / 坂口征二）
- ワールドリーグ戦（新日本プロレス版）優勝：2回
- プレ日本選手権優勝：1回
- IWGPリーグ戦優勝：4回
- MSGシリーズ優勝：4回
- MSGタッグ・リーグ戦優勝：4回（w / ボブ・バックランド、ハルク・ホーガン×2、藤波辰巳）
- ジャパンカップ争奪タッグ・リーグ戦優勝：1回（w / 藤原喜明）
- ジャパンカップ争奪イリミネーション・リーグ戦優勝：1回（w / 長州力&星野勘太郎）

その他
- WCW殿堂
- WWE殿堂
- NJPWグレーテスト・レスラーズ

### 得意技

#### フィニッシュ・ホールド
コブラツイスト（アバラ折り：アブドミナル・ストレッチ）
日本プロレス時代に頻繁に使用した技。ジャイアント馬場など他の使い手が増えたことから必殺技としての説得力が薄れ、卍固めをフィニッシュとして使うようになる。猪木のコブラツイストは他人を滅多に褒めることの無かったブルーザー・ブロディも絶賛していた。
卍固め（オクトパス・ホールド）
アントニオ猪木の代名詞的な技。コブラツイストに代わる新しい必殺技として使い始め、卍固めという名前は一般公募により名づけられた。別名アントニオ・スペシャル。
延髄斬り（闘魂キック）
運動中枢であり、人体の急所である延髄をジャンプして蹴る技。これも猪木の代名詞的な技である。
バックドロップ（岩石落とし）
日本プロレス時代は抱え上げ式を主に使っていたが、以後「ヘソで投げる」と表現されるルー・テーズ式バックドロップを使用。
ジャーマン・スープレックス・ホールド（原爆固め）
日本プロレス時代にカール・ゴッチから体得した技。ストロング小林戦で放ったときは勢いがつきすぎてブリッジの際に足が一瞬浮き上がり、首だけで身体を支える形になった（この時のジャーマンはオールスタープロレスリングで必殺技として収録されている）。
ブロック・バスター・ホールド
ルー・テーズとのNWF世界ヘビー級王座戦でフィニッシュとして使用していた。

#### 主に晩年に使用された技
グラウンド・コブラツイスト
コブラツイストをかけたまま相手とともにマットに倒れ、フォールを取るか関節を極めてギブアップを奪う技。引退試合のフィニッシュ・ホールドとなった。
スリーパー・ホールド（裸絞め）
UWFとの対抗戦で、藤原喜明を締め落としてから使い出した。猪木が使用していたいわゆる「魔性のスリーパー」はチョークスリーパーに近いものであった。
一部では“チョークスリーパー”と呼ばれているが、プロレスではチョーク攻撃は禁止されており、これは実況アナウンサー辻よしなりの誤認であると、当時の解説者マサ斎藤も語っている。

#### その他
アーム・ブリーカー（腕折り）
相手の手首を自分の肩越しにつかみ、二の腕から腕の付け根にかけて自分の肩に強打する、テコの原理を利用した技。1974年（昭和49年）6月26日大阪府立体育会館、NWFヘビー級選手権試合で、相手のタイガー・ジェット・シンに多用し腕を折った。「なんで逃げないの?」への答えは、「掌を押え、肘の関節を外に開く方向で力を加えているから、逃げようとするともっと痛い」。
アントニオ・ドライバー（フロント・ネックチャンスリー・ドロップ）
東京プロレス時代にのみフィニッシュとして使用していた投げ技。
アリキック
モハメド・アリとの異種格闘技戦で使用したためアリの名がつけられた蹴り技。自ら仰向けになり相手の脚の側面や裏側を蹴るこの技は、ボクシングとの異種格闘技戦におけるルールの盲点をついた効果的な攻撃であった（立ったまま、あるいは「スライディングキック」で相手の脚を蹴るバージョンもあり）。アリの脚は試合後、紫色に腫れあがり、ホテルのエレベーターでがっくりと膝をついた、との挿話あり。以降は相手の足を狙ったローキックは、猪木が繰り出すとアリキックと呼ばれるようになる。
リバース・インディアン・デスロック
うつ伏せにした相手の交差させた足を極める技。自分の片足を相手の交差した両足に入れながら、そのまま後ろへ受身を取りダメージを与える。両手を叩きながら観客を煽り、派手に後ろへ倒れこむ様は、歌舞伎でいうところの大見得であり、アントニオ猪木が逆襲に転じる際の大きな見せ場の一つとなっている。倒れこんだ状態で相手のアゴを手で捉えブリッジする「鎌固め」に移行することも多い。また、足を絡めた状態から「変形弓矢固め」に移行するパターンもある。
ナックル・パート
勢いよく振りかぶった拳を相手の顔面（主に額）に叩き込む技。技を出すときは、片手で相手の髪の毛を掴みつつ何度も繰り出すため、相手の額が割れることもある。拳骨はプロレスにおいて反則技だが、アントニオ猪木が激高した際に繰り出す定番の技である。拳を固め、中指のみ突出させて相手の額に打ち付けることもある。別名「鉄拳制裁」、「弓を引くストレート」。弓を引くように思い切り振りかぶる様子から、「ナックルアロー」と呼ばれることもある。
ドロップキック
助走無しで至近距離から蹴るのを得意としていた。全盛期には3回連続で使うこともあったが、試合中盤から反撃の口火を切る際に用いることが多かった。日本プロレス時代は背面とびが多かったが、新日本プロレス時代ではスクリュー式を多用した。
ニー・ドロップ
通常は寝ている相手に対して膝から落ち、ダメージを与える技だが、猪木の場合はトップロープから飛び降り、寝ている相手の顔、または反対方向を向いている相手の後頭部に膝蹴りを繰り出す。
浴びせ蹴り
「竜巻蹴り」とも称される。骨法の技の一つとされており、レオン・スピンクス戦前の骨法特訓にて習得。マッハ文朱や前田日明が得意とした縦回転ニールキックと混同されることが多いが、軸足を残してバランスを取るニールキックとは、両足を離して宙に浮く点が大きく異なる。のちにシングルマッチでこの技を食らった天龍源一郎が、我流のアレンジを加えてこの技を継承している。

### テーマ曲
「イノキボンバイエ」のフレーズを持つ入場曲『炎のファイター 〜INOKI BOM-BA-YE〜』は、元々モハメド・アリの伝記映画『アリ/ザ・グレーテスト』（1977年）の挿入曲（マイケル・マッサー作曲）であったが、猪木と対戦したアリから猪木に贈られ、それをアレンジしたものである。猪木の弟子で、「猪木最後の闘魂継承者」と呼ばれる藤田和之は、同曲のオーケストレーション・バージョンを入場曲とする。また日本の高校野球の応援などでも使用されることが多い。
「ボンバイエ」はリンガラ語の「Boma ye」（ボマ・イェ）が訛ったもので、直訳は「彼を殺せ」だが、「やっちまえ」程度の意味で使われる言葉である。1974年、アリが当時のザイール（のちのコンゴ民主共和国）の首都キンシャサでジョージ・フォアマンと戦った際（キンシャサの奇跡）の声援が由来とされる。
1977年（昭和52年）に原曲を収録したシングルレコード「アントニオ猪木のテーマ 炎のファイター/炎のファイター（パート2）」（演奏：マンドリル）が発売（東芝EMI IER-20307）。同年、「炎のファイター〜アントニオ猪木のテーマ」（演奏、歌 : アントニオ猪木とザ・ファイターズ）も発売された。B面には歌詞（作詞：なかにし礼）をつけた「いつも一緒に」（歌：倍賞美津子）がカップリングされていた（東芝EMI TP-10341）。歌詞をつけたのはアリ戦後に彼から曲のレコードが家に送られてきた際に、倍賞が提案したからである。
1994年（平成6年）、8センチCD「INOKI BOM-BA-YE 〜FINAL MIX〜」（演奏：1.2.3.DA!）が発売（ポニーキャニオン PCDH-00021）。
2002年（平成14年）、さまざまなバージョンを収録したアルバム「21世紀ヴァージョン 炎のファイター 〜INOKI BOM-BA-YE〜」（WBSS-20123）が発売された。
2006年（平成18年）、韓国のヒップホップ・グループSide-B（サイドビー）が「SB BOMBA YE」としてラップ風にカバー。2007年（平成19年）にDJ OZMAが同曲を「疾風迅雷 〜命BOM-BA-YE〜」として再カバーした。
フェイス・ワンダワークスが2015年（平成27年）に発表した、GIGAエンタメロディで15年間で最も多くダウンロードされた着信メロディを集計した「着信メロディ15年間ランキング」において、「炎のファイター 〜INOKI BOM-BA-YE〜」は86位にランクインした。
2022年（令和4年）4月29日にデビューした日系ブラジル人のプロボクサーである但馬ミツロが入場曲に採用しており、試合2日前に但馬は所属する3150ファイトクラブの亀田興毅会長（当時）とともに猪木の下を訪れ承諾を得ている。
2023年（令和5年）には、福山雅治が「炎のファイター～Carry on the fighting sprit～」としてアレンジし、猪木を題材としたドキュメンタリー映画『アントニオ猪木をさがして』の主題歌に使用された。

### 猪木の弟子たち
猪木の最初の弟子は、日本プロレス時代に付き人を務めた藤波辰爾である。現役時代に最後の付き人を務めたのは藤田和之である。猪木最後の愛弟子は、第10代UFC世界ライトヘビー級王者であるLYOTOである。
猪木を慕って来た者の中には、その後袂を分かったケースも少なくない。前田日明（猪木の関係する旧UWFへエースとして参加→崩壊）、佐山聡（旧UWF→シューティング→UFO→決裂→和解→IGF参戦）、高田延彦（「PRIDE」で共闘するも後に絶縁）、いわゆる闘魂三銃士（武藤敬司=全日本プロレスへ移籍、蝶野正洋=IGF GM→退任、橋本真也=ZERO ONE設立）などである。

## 寛水流空手
寛水流空手（かんすいりゅうからて）は、1979年（昭和54年）12月1日に空手家・水谷征夫とアントニオ猪木が創設したフルコンタクト空手の団体。その名称はアントニオ猪木の本名である猪木寛至の「寛」と水谷の「水」を取って命名された。現在は正式名称を「特定非営利活動法人 世界寛水流空手道（せかいかんすいりゅうからてどう）」として東海地方を中心に活動している。
『いつ何時誰の挑戦でも受ける』と表明したアントニオ猪木に対して、安藤昇の小説『東海の殺人拳』のモデルとして知られる空手家・水谷征夫が「ルールの無い命をかけた戦い」を申し入れた。その申し出を猪木は承諾し、具体的な話が進められた。なお、「ルールの無い命をかけた戦い」とはプロレスと空手のいかなる技も自由とし、急所攻撃さえ禁止しない、勝負は生死をもって決するというものである。水谷が鎌、サイ、トンファーなど琉球古武術の達人でもあったことから、猪木の素手に対して鎖鎌で戦いを挑んだといわれているが、これは誤りである。この試合は両者で一旦は合意され、当時マスコミに「昭和の巌流島」として取り上げられた。猪木有利の予想の中、新間寿は水谷の実力を冷静な目で判断していた。そして、テレビ放映のスポンサーがつかなかったことと、水谷の貫手による目への攻撃や蹴りによる急所攻撃によって猪木に万一のことがあることを恐れた新間の必死の仲裁により、直前で中止された。交渉の過程で水谷は猪木に対して、プロレス界のスターでありながら、一空手家の挑戦をリスク覚悟で承諾した姿勢に尊敬の念を抱く。また猪木は、自らの命をかけて戦いを挑んでくる日本人がいることに驚嘆する。戦いを前に鋭く対立した二人であったが、その後交流を深め寛水流空手を創設した。水谷は1990年（平成2年）に死去したが、訃報を知った猪木は盟友の早すぎる死に涙したという。

## 政治

### 略歴
- 1989年（平成元年）、「スポーツを通じて国際平和」の合言葉で、スポーツ平和党を結成。同年に行われた第15回参議院選挙に比例区から立候補。投開票の結果、スポーツ平和党が1議席を獲得したため、比例名簿第1位の猪木が当選し、史上初のレスラー出身の国会議員（＝参議院議員）となり、「猪木チャリティーテレホン」（ダイヤルQ2）など様々な政治活動を行った。
  - 当時の参議院は通称名活動が認められていなかった（参議院での通称名使用が解禁されたのは1997年の第141回国会以降）ため、国会での活動名義は参議院1期目は本名の「猪木 寛至」、2期目は「アントニオ猪木」となっている。
  - 日本のスポーツ新聞『東京スポーツ』は "レスラー・猪木" と "参議院議員・猪木" で扱いを分けていた。「猪木」と呼び捨ての記事にした場合はレスラー・アントニオ猪木、「猪木さん」「猪木氏」と書いた場合は参議院議員・猪木寛至についての記事。
- ソビエト連邦から勇利アルバチャコフ・オルズベック・ナザロフをはじめとするアマチュアボクシングのトップ選手を親交の深い金平正紀率いる協栄ボクシングジムに預け「映画『ロッキー4』の世界を現実化させる」と謳い、日本でプロデビューする道を拓いた。後に薬師寺ボクシングジム後援会名誉会長として薬師寺保栄を支援し、同時にソ連のアマチュアレスリングのトップ選手サルマン・ハシミコフ・ビクトル・ザンギエフなども新日本プロレスでプロデビューさせた。
  - 東京スポーツによれば、猪木が初めてソビエト連邦の首都モスクワを訪問してソ連高官と会談した際、KGB（ソ連国家保安委員会）の施設を訪れたところ、のちにロシア大統領となるウラジーミル・プーチンが「お茶くみ係」を行っていたという[243]。
- 湾岸戦争前夜にイラクにおいて行ったイベントにより、人質状態にあった在留日本人と全人質の解放に貢献。なお、北朝鮮でもイベント「平和の祭典（リック・フレアーと対戦し勝利を収めている）」を開催した。翌1996年（平成8年）春、自身は落選し前議員ながら崔鉄洙を協栄ジムからプロデビューさせる道を拓いた。
- 1992年（平成4年）7月に実施された第16回参議院議員通常選挙には、比例代表候補として元阪神タイガースのプロ野球解説者江本孟紀を擁立。当選し参議院会派で2議席目を獲得。
- 猪木は第8代自民党総裁・清和政策研究会初代会長の福田赳夫に可愛がられ、福田の実弟の福田宏一が猪木の格闘家としての後援会会長を務め、また福田の愛弟子で第19代自民党総裁・清和会第4代会長森喜朗とも親交が深い。
- 二階堂進は日本プロレスリングコミッション（新日本プロレス・国際プロレス）のコミッショナーも務めていた。1985年（昭和60年）、新国技館（両国国技館）の新日本プロレス使用を、前年の蔵前国技館でのファンの暴動騒ぎ（IWGPリーグ戦第二回大会決勝戦の項を参照）から相撲協会が貸し出しを渋った際には、仲介の労をとった。
- 1993年（平成5年）、元秘書による猪木の金銭スキャンダルを告発した本『議員秘書、捨身の告白』の出版や、1995年（平成7年）にスポーツ平和党の幹事長であった新間寿による猪木の買春疑惑の告発の影響により、同年の参議院選挙で落選する[244]。
- 同年、突如江本孟紀副代表と党の運営を巡って対立する。特に党運営に関わる金銭疑惑による猪木への不信感は2人の関係に大きな亀裂を生じてしまう。江本は離党し無所属になってしまい、元公設第1秘書（借金問題で一度は解雇された）だった、猪木の実兄である猪木快守（テノール歌手・パブロ猪木）が党首（代表）に就任。
- その後スポーツ平和党は主立った政治活動を行わなくなり、2007年（平成19年）3月には公式サイトを閉鎖。既に政治団体解散届を総務大臣に提出している。
- 2013年（平成25年）に第23回参議院議員通常選挙において、比例区で日本維新の会から立候補し、個人得票356,605票（同党個人名得票1,163,736票のうち、30.64%）を集めて同党が比例区で6議席獲得した中で当選順位第1位で当選、国政に復帰した。翌年の日本維新の会分党時には石原慎太郎グループ（次世代の党）に参加したが、2015年（平成27年）に離党し、日本を元気にする会の結党に参画した。2016年（平成28年）の会派「日本を元気にする会・無所属会」解散後は会派「無所属クラブ」に異動した。

### イラク在留邦人人質解放までの真相
1990年（平成2年）湾岸戦争が危惧される中、イラクのサッダーム・フセイン大統領は、在留外国人を国外出国禁止（事実上の人質）とした。その中に多くの日本人が含まれており、安否が気遣われていたが、外務省主導による、人質解放交渉は遅々として進まなかった。
解決の糸口さえ見えない外務省の人質交渉に痺れを切らした猪木は、被害者家族等を率いてあえて緊張高まるイラクでのイベント"スポーツと平和の祭典"を行うため、バグダードに向かうということを決断する。
猪木に対して外務省はイラク行きを止めるよう説得するもこれを拒否。すると今度は人質被害者家族に対し圧力を掛け「いつ戦争が起こるか分からないし、日本政府としては責任を持てない。そんな所に行くことはまかりならん、もしどうしても猪木議員とイラクに行く場合は、……それはあなた方も含めて命の保証が無いという意味です」と猛烈に反対した。イラク邦人人質被害者家族（あやめの会）は悩んだ末に、外務省が動かないために、猪木に全てを託すことにしたのである。
1990年（平成2年）11月、猪木は日本の各航空会社にイラクへの出航を要請したが、外務省の強い圧力もあり、他のいずれの航空会社も拒否してきたことでイラクへの直行便の計画は暗礁に乗り上げた。やむなく猪木は、園遊会の会場で当時の駐日トルコ特命全権大使に懇願したところチャーター機の費用を猪木個人が負担することが条件で、トルコ大使の仲介によりトルコ航空の協力でバグダード入りが可能となった。
1990年（平成2年）12月1日、平和の祭典関係者や人質被害者41家族46人と共にトルコ経由でバグダード入りを果たした。この時フセイン大統領は、一国会議員でしかない猪木を国賓級の扱いで迎えたという。
イラクでのスポーツと平和の祭典は邦人人質を中心に人質被害者家族とイラク人観衆が会場を中心に向き合う中で始まり、12月2日、3日の両日に渡り、ロックコンサートと、日本の大太鼓を初めとする伝統芸能や空手トーナメント、そして最後にプロレスが行われ無事終了し平和の祭典は成功を収める一方、イベント開催中に家族の面談は許されたものの解放までには至らなかった。
焦りと落胆の中、帰路に着くべく機中に着いた時、フライト直前の猪木にイラク政府から「大統領からお話があります」と告げられ急遽猪木だけ飛行機を降り、この結果まず12月5日在留邦人の解放が決まり、7日には人質全員の解放が決定する。
猪木はかつて新日本プロレスのパキスタン遠征において、格闘技の英雄アクラム・ペールワンと対戦し腕を折るなどして勝利を収めると一躍国民的一大事になり、同行した妻の倍賞美津子と共に猪木が国王と並んで国民に挨拶をする姿が当地のマスメディアで大きく紹介された。その後パキスタン人ジャーナリスト、フマユン・A・ムガールの計らいにより4度パキスタン遠征を行い、パキスタンでは毎年12月8日は猪木の日として登録されている。

### 東京都知事出馬と撤退
1991年東京都知事選挙に、かつてNHKのニュースキャスターだった磯村尚徳が出馬を表明した後に出馬を表明したが、マスコミから「なぜ出馬したのか?」と聞かれた際、猪木は「彼（磯村）には、かつて『ニュースセンター9時』でアリとの試合を茶番扱いされたので」と答えた。
その後スポンサー佐川急便の佐川清会長、総理大臣及び自民党総裁経験者で清和研創始者の福田赳夫や、その愛弟子の森喜朗及び三塚博に説得され、出馬を断念し磯村と政策協定を結んだ。出馬断念に至る裏には、数千万円の現金が動いたとの証言があり、東京スポーツの激闘の永田町にスクープを書いた菊池久を、名誉毀損と約300万円の損害賠償を求めて民事提訴し、マスコミを賑わせたが、判決は領収書の所在が不明との判断で金銭授受を否定して菊池側の敗訴となった。
地裁判決には、猪木と新間寿も出廷していたが、判決後には猪木が菊池久に対して『もう少しうまく話し合いが出来ればねえ』と余裕の表情で語っていた。
なお、猪木の出馬撤回に触発され内田裕也が出馬している。

### 参議院落選まで
1995年（平成7年）参議院出馬するが、1993年（平成5年）に佐藤久美子元公設第1秘書とスポーツ平和党前幹事長新間寿に告発された「政治資金規正法違反の問題」「賄賂の問題」「右翼（日本皇民党）との癒着問題」「佐川急便会長の依頼で東京都知事降板問題」「税金未納問題」、「女性問題」、「拳銃密輸及び拳銃所持疑惑」などのスキャンダルが発覚。政治資金規正法違反については時効となり、処分はまぬがれたがこの影響により落選。
数多くのスキャンダルに対して猪木本人は完全に否定した。

### 朝鮮半島問題との関わり
師匠の力道山が故郷の韓国を訪問していたことを知った猪木は、参議院議員時代の1994年（平成6年）9月に金容淳の招きで初めて北朝鮮を訪問し、何人かの要人と力道山の娘に会った。その後、30回以上北朝鮮を訪問している。猪木は月刊誌「世界」のインタビュー記事で「日本の政治家たちは北朝鮮問題に先入観を持っており、拉致と制裁以外に何も言わない。戦前・戦後の知識を持たないため、相手を理解せず日本の基準で判断して主張する。それでは相手と衝突するだけで何も進まない」と批判している。拉致担当大臣が直接北朝鮮に行って対話と交渉をすべきで、国力の優位を利用して落ち着いた寛大な外交をするべきと主張し、「スポーツ交流を通じて世界平和を」を理念に、国家間の話し合いのきっかけになっていきたいと語っている。
2013年7月に26回目の訪朝をして北朝鮮政府の要人と会談をした猪木は、帰国後に日本外国特派員協会で記者会見を開き、拉致被害者名簿の信頼性や拉致問題を国際社会に訴えて解決することについて疑問を抱いていること、「拉致が解決したら、我々は幸せになれますかね？」と発言して独自の見解を示した。ただし、拉致問題の解決に否定的なわけではなく、SAPIO2015年2月号のインタビューでは「拉致問題担当大臣が10人以上も代わっているようでは、北朝鮮側もまともな交渉をすることはできない」「必要があるのなら、朝鮮労働党幹部と信頼関係を築いてきた私をいつでも使えば良い。選挙で拉致問題のパフォーマンスをしている議員とは違い、自分は命がけでやる」とし、2016年9月の31回目の訪朝中には現地の日本人女性3人と接触し「八十何歳とお年を召されている。そういう方々の『故郷に帰りたい』という夢を実現させたい。帰国できるように呼びかけていきたい」とも述べている。
2016年5月に行われた朝鮮労働党第7次大会にて金正恩が党委員長に推戴されたことを受け、祝福の花かごを贈っている。
2018年9月に行われた北朝鮮建国70周年式典に合わせ33回目の訪朝。北朝鮮側は2020年東京オリンピックについて参加する意向を猪木に伝えた（後に不参加を表明）。また、李洙墉（リ・スヨン）朝鮮労働党副委員長（当時）とも会見。拉致問題について「猪木先生だから話すけど、口外しないでください」と言われたことを明らかにしている。
2019年に政界を引退してからも訪朝に意欲を示していたが、2018年の訪朝が最後となった。
なお、猪木の姿勢は時に国会議員からも賛否両論が飛び交うこともある。広島大学客員教授で、朝日新聞外交専門記者の牧野愛博によると、北朝鮮関係筋の話として、北朝鮮が猪木の訪朝を受け入れ続けたのは猪木に日朝関係改善の密使役を期待していたわけではなく、日本の世論工作に便利だと考えただけとし、猪木も北朝鮮もお互いに相手を利用した、と関係筋はみているという。

## 事業
猪木の旺盛な野心はリング内に収まらず、多くの事業に挑戦している。ただし成功を収めたものはほとんど無い。数多くの事業の大半はブラジルに関係することが多く、アントン・ハイセルに私財を投げ打ってまで事業を進めることに対して妻の美津子（当時）は新間寿に「なぜそこまでしてブラジルに拘るのか」と聞いた程である。下記のように、猪木はプロレスだけに止まらず、様々な事業に手を広げているが、本人は「（事業欲が旺盛であった）力道山と祖父の影響が大きい」と述べている。かつて「さんまのまんま」に出演した際、明石家さんまに対して「さんまさん預金いくらあるの?うまい儲け話があるけど投資してみない?」と誘っていたが、さんまはやんわりと拒否している。

### アントン・トレーディング
「アントン・トレーディング」という貿易会社を設立。この会社は一時日本国内でのタバスコ（マキルヘニー・カンパニー）の販売権を持っていたことがあるが、別件で借金を抱えたため手放している。当時はまだタバスコは一般的ではなく、その後激辛ブームや宅配ピザが広まり需要が大幅に伸びた。また、「タバスコを最初に日本に持ち込んだのは猪木」と言われることもあるが、事実ではない（タバスコの項参照）。また、新日本プロレスの興行を多数開催していた。

### アントン・フーズ
スペアリブのレストランチェーン「アントンリブ」を展開する他に、健康食品などを販売していた。そのほかにも「アントンマテ茶」やスナック菓子「アントンナッツ（ひまわりナッツ）」を販売。ワールドプロレスリングの番組内で古舘伊知郎アナウンサーが宣伝したが、販売実績は振るわなかった。

### アントン・ハイセル
ブラジル政府を巻き込んだ国際的なプロジェクト「アントン・ハイセル」（1980年（昭和55年）に設立）は、猪木自身にとって生涯最大の事業であった。これは、ブラジル国内で豊富に収穫できるサトウキビの絞りかす（バガス）の有効活用法として考案された事業で、当時からブラジル政府は、石油の代わりにサトウキビから精製したアルコールをバイオ燃料として使用する計画を進めており、バイオテクノロジーベンチャービジネスの先駆けであった。このアントン・ハイセルを開始するにあたって、猪木は自民党の大物議員に「アントン・ハイセルによって世界中のエネルギー問題や食糧問題が全て解決する」と言って協力を呼びかけたが断られ、逆にブラジル情勢を危惧し辞めるよう説得されるが、猪木はこの事業に傾倒していった。
この一大プロジェクトとも言える計画に、解決しなければならない大きな問題が発生する。サトウキビからアルコールを絞り出した後にできるアルコール廃液と絞りかすの弊害、公害問題である。そこで家畜に飼料として食べさせるが、直ぐに下痢を起こしてしまう。また、土中にバガスをそのまま廃棄すると、土質を悪化させるため、その土地では農作物が取れなくなるなどの弊害が生じる結果になってしまう。
それでも猪木は世界の食料危機問題に対応すべく、バガスの再生飼料を食べた家畜の糞を有機肥料として、農業生産の向上と家畜の増産を目指すも、結局は日本とブラジルの気候の違いから発酵処理に失敗する。さらに追い討ちをかけるように、ブラジル国内のインフレが原因で生産コストはさらに悪化の一途を辿る。
これらの原因により、経営は数年で破綻する。ある新米記者が借金の額を聴いたところ「10億円くらいまでは自分でも、いろいろ考えていたんだけどね。その先は分からなくなった」と答え、マスコミ報道によればアントン・ハイセルのおよその負債額は数十億円とも言われ、テレビ朝日に放送権を担保に12億円の肩代わり（後に、株券と引き換えに佐川清佐川急便会長に債権を移動）してもらうがそれだけでは補えず、遂には新日本プロレスの収入の大半を補てんしてしまう。しかしこれが仇となり新日本プロレスでは初代タイガーマスク（佐山聡）や長州力などスター選手をはじめ13名もの選手が大量離脱するなど当時クーデターと言われた騒動が起き、やがて猪木の社長解任劇に発展する。山本小鉄などの動議により猪木代表取締役社長と坂口副社長は解任されテレビ朝日の社員が役員に就任したが、両者とも混乱の終結と共に数か月後に復帰した。
なお、ブラジルではサトウキビからエタノールを抽出するバイオ燃料事業は環境対策や2005年（平成17年）以降の原油価格高騰などから、内容が見直され積極的に行われている。
後日、猪木はアントン・ハイセルに対して「ブラジルの様々な偉い人から騙されていた」とコメントしていた。

### 永久機関
INP技術研究所。同社は「永久電気」用発電機を開発していたが、途中から「高効率モーター」に変化している。研究開発には莫大な資金を投じ、新日本プロレスの経営にも悪影響を及ぼした。
2002年にマスコミ関係者（スポーツ新聞やプロレス雑誌の編集者）を集めて永久電気の発表会を開いたことがあったが、実験は失敗に終わった。猪木の弁明は「ネジを一本締め忘れた」というものであった。
2005年には、エネルギー効率97%の新型発電機「闘魂パワー」を発表している。

### アントニオ猪木酒場

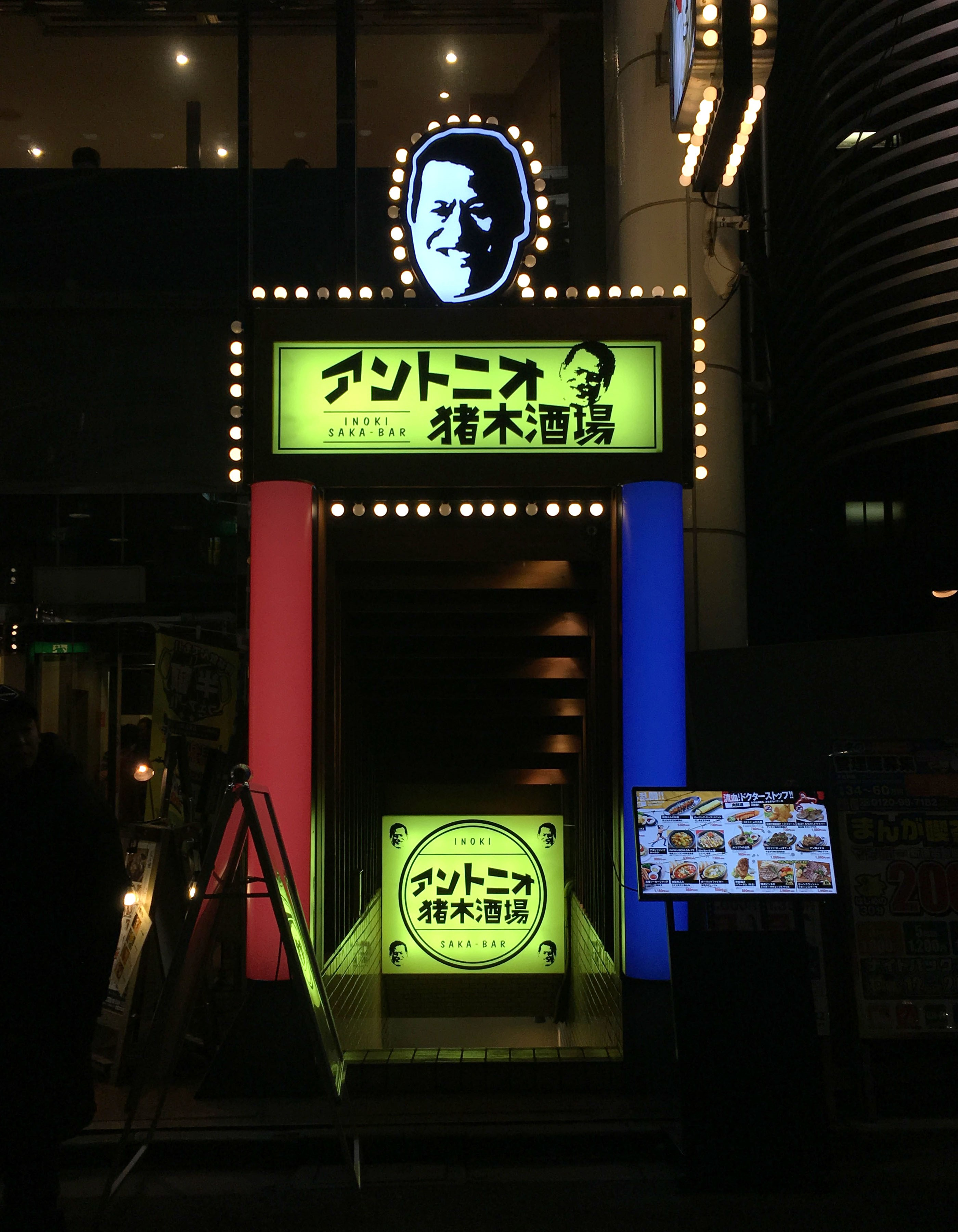
新宿店（2017年）

東京・池袋に2006年（平成18年）、居酒屋「アントニオ猪木酒場」を開店した。「午後八時のプロレスを見ながら食べたメニューを再現する」がうたい文句の居酒屋で、店内は古きよき昭和の時代をイメージし、常時プロレスが放送されており、プロレスにあやかった名がついた料理がメニューに並ぶ。なお実際の店舗運営は、IGFのスポンサーでもあり、焼肉屋さかいなどを傘下に収める外食産業大手のジー・コミュニケーションが行っており、猪木は経営には関与していない。ジー社は同ブランドのフランチャイズ展開を進め、沖縄・仙台・千葉・福岡・広島にも進出していたこともあるが、いずれも閉店。2016年（平成28年）6月時点では新宿店（2008年開店）のみが営業を続けていた。同店ではトークショーや西口プロレスの公演が行われ、猪木本人もときおりイベントで来店していた。
2020年7月31日をもって閉店となった。

### 水プラズマ
金属などあらゆる物質を最大2万度の高温で蒸発させてしまう水プラズマで世界のごみ問題を解決しようとしており、2020年10月31日、横浜市で公開実験を行い大成功させるものの新型コロナでスタート出来なかった。

### その他の事業
- 「サンダリッパ」や「とうふパン」のプロデュースも手掛けた。
- ジャパンフリトレー 闘魂スナック監修（2010年）
- 1982年頃、インターナショナルスクールを運営していた[257]。

## 家族・親族
生涯で4度の結婚歴がある。力道山の弟子で、猪木と半世紀近い親交があった琴音隆裕は、猪木の女性関係について以下のように回想している。「グラマラスな女性が好みでいつも女の尻に敷かれていた。女好きだがシャイでもあった」。

### 最初の結婚（事実婚）
渡米時代の1965年にアメリカ人女性のダイアナ・タック（リンダとする説もある）と事実婚した（本記事では便宜上、これを1回目の結婚とする）。日本に呼び寄せ娘をもうけるが、2年後に破局して母子は帰国し、その後娘は小児がんにより8歳で死亡、總持寺に納骨されている。

### 2度目の結婚（倍賞美津子）
その後知人を通じて出会った倍賞美津子に一目惚れし、後日交際に発展。1971年、倍賞と京王プラザホテルで1億円の約1500人が出席した結婚式を挙げて当時の話題になった。当初この費用は所属する日本プロレスが出す約束だったが、挙式前後に先述の追放処分を受けて約束が白紙になった。1億円の借金を背負うことになったが、倍賞から「あなた一人ぐらい私が食べさせてあげる」と励まされた。翌年に旗揚げした新日本プロレスでは美津子の内助の功もあり、団体の隆盛と共にレスラーとしての黄金期を迎え、娘にも恵まれた。
しかし徐々に興業が低迷して借金がかさむと、現実逃避により女遊びをするようになる。さらに猪木の兄が事業に失敗して莫大な借金を作った後、彼が無断で倍賞の金に手を出した。知人を交えて夫婦は金銭トラブルについて話し合いの場を設けたが、倍賞は「もうやめた！（兄がお金に手を出した話は）アントンも知らないはずないでしょ！」と激怒し、泣きながらその場を出て行き、1987年に離婚。

### 3度目の結婚と4人目の女性との出会い
大阪空港でのナンパをきっかけに知り合った、22歳程離れた妻と1989年に3度目の結婚。1990年に長男を授かるが、早い段階で夫婦仲がギクシャクし始めた。1998年にレスラーを引退し、一家でアメリカに移住した後、日本とアメリカを行き来するようになった。
その後本人の写真集の企画で知り合った、16歳年下（または14歳年下）の女性カメラマンと2005年頃から不倫関係になった。2011年に3番目の妻が一時帰国した際、猪木の浮気がバレて翌年に離婚。日本に戻った猪木は、上記の女性カメラマンと事実婚状態（以下、4人目の妻と表記）となり、彼女は身の回りの世話をするようになった。

### 4度目の結婚とその後
しかしこの頃から4人目の妻は猪木と以前から親交の深い人たちを遠ざけ、興業や取材を仕切るようになった。結果的に猪木から多くの人が離れ、孤立を招く事態となったが、4人目の妻は糖尿病を患う猪木の生活を懸命に支えた。また、4人目の妻は猪木の肖像権、商標権、著作権管理をするマネジメント会社の副社長を務めた。
その後先述の琴音隆裕から入籍を後押しされ、2017年の誕生日に正式に4度目の結婚をすることになった。しかしその後妻はすい臓がんを患い、2019年8月に死別している。妻の死により、交流が遠のいていた人たちと和解に至り、再び親交が始まった。ちなみに倍賞とは離婚後も互いに「戦友」と呼び合い、猪木の晩年まで絆は続いた。2021年頃にも倍賞は、入院中の猪木の見舞いに訪れていた。

### 子孫
- 前述の通り、最初の妻との子は早世している。
- 倍賞美津子との間に、娘・猪木（倍賞）寛子（1974年8月2日 - ）を授かる[263]。寛子は幼少期に菅野志桜里とダブルキャストでミュージカル『アニー』でアニー役を務めた[264]。新日本プロレス元社長のサイモン・ケリー猪木は寛子の元夫。
  - 寛子の二人の息子（猪木の孫にあたる）のうち、長男の猪木寛太はサンタモニカカレッジ在学中の2023年6月に、猪木の肖像権などを管理する猪木元気工場（IGF）の役員に就任[265]。
- 3人目の妻との間に生まれた長男については、2008年にコロンビア大学に合格したことを猪木が報告していた[266]。

## エピソード

### プロレス
- 日プロ入門当初、プロ野球選手として社会人経験のあるジャイアント馬場は付き人を経験せずにすぐにアメリカ遠征に出され、デビュー前から給料も出ていたという完全に特別扱いだったが、17歳の猪木は力道山の付き人として傍に置き厳しく育てられた。例えば、力道山にリングシューズを履かせる際、紐の掛け違いでも殴られたり蹴飛ばされたりしたほどであった。しばしば公衆の面前で殴られて恥をかかされた経験や日常的に「あご」「こじき野郎」と罵られた事実も後年に伝わっている[267]。力道山が死去する前日に参加していた宴席に呼び出された際、元横綱・前田山（当時既に引退して年寄・高砂となっていた）が猪木の飲みっぷりを見て器の大きさを評したその横で力道山が嬉しそうな顔で頷いた姿を見て「自分への期待が初めて分かった。あの顔を思い出すと、それまでの恨みがすべて晴れた」と感じたといい、「オレは勝手に、あの時の師匠の顔は『今後のプロレス界を頼んだぞ』という遺言というか、メッセージだったと受け止めている」とまで受け止めるようになった[268]。また、力道山の妻は「むしろ猪木さんを認めていたからスパルタだった」という主旨の発言をしており、特別扱いされていた馬場を除けば猪木が主に力道山の個人的な仕事や付き合いに出されていたという[269]。
- 自身が力道山から理不尽な扱いを受けていたことから、東京プロレスを旗揚げした時にはレスラーが目下の人間をいじめるようなことは絶対にさせないと誓った。給料の少なさを人のせいにして新間寿をリング上で袋叩きにしてやろうと企てた若手一派を諌めたこともある[270]。
- 過去にテレビ番組「とんねるずのハンマープライス」内で素人と対戦したり、力道山メモリアル内で滝沢秀明と対戦している。なお「ハンマープライス」で猪木との試合権を購入したのは諸富祥彦明治大学文学部教授である（放送当時は千葉大学教育学部助教授、リングネームは「ゾンビー諸富」）。
- 「延髄斬り」は海外マットでもenzuigiriと呼称され、名詞として定着している。
- 袂を分かってからジャイアント馬場を執拗に敵視し挑発してきたが、私生活ではホテル（キャピトル東急など）で馬場に会った際、「どーもどーも」と笑顔で握手に行き食事に勝手に同席した上、会計を馬場にまかせて去っていったなどの逸話が残されていて、馬場の付き人をしていた大仁田厚は「猪木さんは馬場さんに挑発を繰り返していたじゃないですか。でも、馬場さんの前に来たときに、ちゃんと一礼して『お疲れさまです』と言ったのは忘れられない」と語る[271]など、公私は別にしていた。渕正信は、1979年の「プロレス夢のオールスター戦」の控室で、両者がゴルフの話題で談笑していたことを証言している[272]。和田京平は、ホテルで偶然会ったときには馬場に猪木は小走りで近づき挨拶をしたと言い「公では仲は悪いことになってたし、馬場さんも相当、猪木さんに悪口を言われていたでしょ。だからあまりに和気藹々で驚いた。」と語り「我々には分からない兄弟のような信頼関係があったと思う。」と続けた[273]。プライベートでは「馬場さん」「寛ちゃん」と呼び合う仲であった。馬場も挑発には乗らなかったが（そもそも馬場は「猪木をライバルと思ったことはない」と生涯語っていた）、新日本のNWA加盟に対して妨害工作を行うなど、内心ではかなり猪木を意識していたと考えられる。また、猪木が自らのタニマチであった佐川清を馬場に紹介し、佐川宅を二人で訪れて統一コミッション設立に向けた計画を話し合うなど、利害が一致する場合は両者は積極的なビジネス関係を結んでいた[274]。
- 「プロレス夢のオールスター戦」の開催が危ぶまれた際、東京スポーツと二階堂進コミッショナーの話し合いにより、次善の策としてBI砲の復活を決定、そして晴れてオールスター戦開催の正式発表にこぎつけた。正式発表後の猪木と馬場は衝突することもなく、お互いを尊重するコメントを連発。猪木に至っては「雰囲気を掴むためにオールスター戦前に全日本プロレスのリングに上がろうかな」とコメントし、馬場も「次のシリーズからでもどうぞ」と応えるなど、和気藹々としたムードだった[275]。
- 猪木のトレードマークは、「ストロングスタイル」を表す黒のショートタイツであったが、日本プロレス時代にはオレンジ、黄色、赤、グリーンのショートタイツを着用していたこともある。新日本プロレス時代にも茶色、1975年にはウイルス性関節炎で休場していた後の復帰戦で、師であった力道山と同じ黒のロングタイツを着用して試合を行ったことが1度だけあり、この時のロングタイツはドン荒川のものを借りたという説がある。
- 猪木のもう一つのトレードマークに「赤いタオル」がある。これは現役時代、リングガウンを着る際に赤いタオルを首に巻いていたことによるもの[注釈 13]。その名残か、プロレスを引退した後の猪木は首に赤いマフラー（ストール）を巻いて行動することが多く、すっかりおなじみのスタイルになっていた[276]。
- 成田空港で渡航前後に記者会見を行い、今後の自分の動向や、プロレス・格闘技界に意見を言う「成田会見」が定番であった。
- 力道山は、角界と関係修復を図る際『猪木を一度大相撲に入門させ、十両になったらプロレスに復帰させる』という計画を持っていた、という説がある。実際1963年頃には、当時細身だった猪木の体作りを目的に猪木を高砂部屋（4代・元横綱前田山）に入門させる話が進み、力道山の刺殺事件当日には力道山・前田山・猪木らが力道山の自宅で打ち合わせまで行っているが、力道山の死により話が流れてしまった[277]。
- ミスター高橋によると、本当に猪木がリング上で失神したのは、1986年10月3日に後楽園ホールで行われたスティーブ・ウィリアムス戦だけであるとのこと[278]。

### アゴ
その特徴的な尖ったアゴは猪木を猪木たらしめており、コンプレックスでしかなかったそのアゴをやがては武器にまで昇華させた。藤原喜明は「スリーパーをされると尖ったアゴが肩に食い込み非常に痛かった」と語っている。船木誠勝は道場でのスパーリングで目にアゴを押し付けられてギブアップを取られたと語っている。モハメド・アリとの対戦前の記者会見で、アリから「ペリカン野郎」とそのアゴをバカにされるが、猪木は「オレのアゴは尖っているからそれだけ強い」と、自分のアゴをアピールした。金的と並び鍛えようのない急所である喉元をガードしている、という意味でも武器であることは、本人も認めている。
また、アメリカでタッグを組んだことがあるヒロ・マツダは、「猪木のアゴはジャーマン・スープレックスの際に相手の背中に引っ掛かって邪魔になるから、綺麗なジャーマン・スープレックスにはならない」と語ったことがある。
かつて前妻の倍賞美津子がテレビ朝日「徹子の部屋」に出演した際に、猪木の顎の深さを図ろうと、寝ている間に口を開けて、中指と薬指の2本を入れてみたら全部入ってしまった、と語っている。

### 猪木信者
- 力道山も馬場も、その支持者は「ファン」であるが猪木のファンは「猪木信者」である。猪木信者の代表的な人物は春一番、桑田佳祐、桜井和寿、和田竜二、石橋貴明、岡野雅行など多数に上る。信者は猪木のことを「会長」または「先生」と呼ぶのが特徴。森岡隆三は、サッカーアジア杯で優勝した際に「1! 2! 3! ダァ〜!」を行っていたが、その姿を見た彼の妻に「今度猪木のマネをしたら、離婚する」とまで言われたという。和田はテイエムオペラオーで宝塚記念を勝った時には「ダァ〜!」（1! 2! 3!は無し）を、同年の有馬記念では「1! 2! 3! ダァ〜!」を行った。桑田佳祐は著書で「プロレスラーで一番イイ男はアントニオ猪木。プロ野球で一番イイ男は長嶋茂雄。怪獣ならやっぱりゴジラ」といった発言をしており[279]、サザンオールスターズのライブの際、ライブ終了後に「1! 2! 3!ダァ〜!」をやるのがかつてのお約束であった。また、ダァ〜!ばかりか桑田はライブが佳境を迎え盛り上がると、何度となくアゴを突き出しファイティングポーズを取っていた。2021年にはソロの楽曲として猪木の必殺技であるコブラツイストがタイトルと歌詞に込められた「Soulコブラツイスト〜魂の悶絶」が制作された[280]。また、2025年には猪木と元妻の倍賞美津子をモデルにした「ミツコとカンジ」がサザンの楽曲として発表された[281]。
- 全日本プロレス中継の担当だった倉持隆夫アナウンサーも、日本テレビ退社後に、実は猪木信者であることをカミングアウトした。
- 竹内睦泰は『これだけは知っておきたい 世界の宗教 知識と謎 80』において、「イノキイズム」を「わが国において、宗教を超え、もっとも信仰を集めている思想」と評価している。

### 闘魂ビンタ
- 国会議員当時の1990年（平成2年）5月16日、早稲田予備校での講演（題目「五月病に卍固め」）で、予備校生のパンチを腹部に受ける余興を行った。その中の予備校生一人は、実は空手か何かの有段者であり、力を込めて殴った。この不意打ちに準備できなかった猪木は反射的に予備校生にビンタを打ってしまった。予備校生は猪木ファンであり、ビンタを受けた直後に「ありがとうございました」と一礼した。この様子は、テレビカメラにより録画されており、全国に流れた。その後、縁起が良いと東大受験生が受験前に猪木にビンタをお願いし、合格者が続出した。このことから、縁起ものの『闘魂ビンタ』が生まれた[282]。その後も有名になり、女性の有名人までもテレビ番組中に闘魂ビンタ（近年は「闘魂注入」と表されるケースが多い）をねだるまでになっているが、2006年（平成18年）のテレビ番組で語ったところによると、最近は闘魂ビンタをあまりやりたくないとのこと。闘魂ビンタを受けた谷原章介が「たたく手の使いどころで痛さを変えている。弱そうだなと思ったら変えるし、いけそうだなと思ったらだんだん（たたく）手の面積が増えていく。」と猪木から教えてもらったとを明かし、橋下徹は闘魂ビンタを受けた後に猪木から「大丈夫でしたか？」と気遣われたと話した[283]。また、国際線のスチュワーデスから「闘魂注入ビンタしてください」と頼まれ、飛行機の中でしたと猪木自身もインタビューで語っていた[284]。一時期若い女性ファンからビンタでは無くキスして欲しいとせがまれ、その後他の女性達も次々と並びだて、キスをせがむ現象が起き、それを「闘魂注入キス」と呼ばれていた。
- なお試合以外で一般人に初めてビンタを見舞った相手は当時テレビ朝日アナウンサーの佐々木正洋である。1990年2月10日東京ドーム大会において、アントニオ猪木＆坂口征二vs橋本真也＆蝶野正洋戦の試合前の控室で、『ワールドプロレスリング』のリポーター担当として「もし負けるということがあると、これは『勝負は時の運』という言葉で済まないことになりますが」と質問した佐々木に対して激怒し、「出る前に負けること考えるバカいるかよ!」と言った後にビンタを見舞ったのが最初であると言われている。なお、猪木の没後のインタビューにて佐々木はこの出来事について振り返り、「スターの心得を感性で知っている方でした」「僕の名前が知られるようになったのは猪木さんのビンタのおかげです」と語り、ビンタを受けた件に感謝の念を抱いている[285]。

### その他
- 新日本プロレスの社長を務めていたある頃まで、藤原喜明に「社長は自閉症」と陰で揶揄されるほど寡黙で何を考えているか分からない暗い性格であったが、自己啓発セミナーに通ったのをきっかけに明るく社交的になった[286]。
- 猪木は1967年に日本プロレスに復帰した直後に、東京都世田谷区にあった歌手の畠山みどりの邸宅を購入、1972年に新日本プロレスを旗揚げした際にはこの世田谷の猪木邸を新日本プロレスの道場兼合宿所に大改造した[287]。
- 20年ほど前、テレビ番組にて司会者から身長を聞かれ、「昔は189位あったんですけど、今はちょっと縮んで186位」と答えている。公称身長は191cm。なお、中学校に入学した時点で身長は既に180cmあったという。2013年6月にインタビューにて、「身長、体重は変わりましたか？」と質問され、「縮みましたね―。（現役当時は）189cm位だったんですよ。今はどうでしょうか？182がぎりぎりじゃないですかね。骨と骨の間のクッションが全部縮んでますからね。膝も全部……」と答えている。
- よく大量の氷を入れた水風呂に入る。のちに猪木自身が語ったところによるとこれは「糖尿病で血糖値が上がった際、氷風呂に入り全身の筋肉をガチガチと痙攣させ血糖を消費させるため」だったらしい。医師は「とんでもないことだ」と驚愕し、「普通の人間は真似してはいけない」と語っている[288]。
- 「愛読書は朝日新聞」と語っている。
- ある日、古舘伊知郎から1万円を借りたがそのことを忘れてしまった。当時若手だった古舘にとって1万円は大金であったが、相手は大スターであり、なかなか言うに言えず困っていた。ところがある日、猪木は急にそのことを思い出し、「いや〜、ごめんごめん」と30倍にして返した。プロレス実況を辞める1987年に猪木から「カール・ゴッチから受け継いだ実力世界一の世界ヘビー級のベルトを渡された。3カ月後に新日本のフロントからレプリカと取り換えてくれと言われたけど、駄々をこねて今でもある。『なんでも鑑定団』に出したら800万円と言われた。」と証言している[113]。

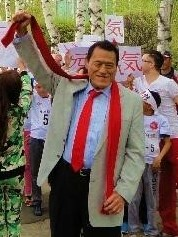
「1、2、3、ダー!」をする猪木（2015年）

- 「1、2、3、ダー!」は商標登録されている（登録商標としての表記は「1・2・3・ダァーッ」）。この登録商標を使ったラーメンが「1・2・3・ダァーッ麺」という名で発売されている。ちなみに猪木の「1、2、3、ダー!」が商標登録されていることは2004年（平成16年）3月3日のフジテレビの『トリビアの泉』で紹介された。なお、「ボンバイエ」、「猪木イズム」、「闘魂」も商標登録されている。
- キューバと、2013年に親善大使になったパラオにアントニオ猪木の名前がつけられた「猪木アイランド」と呼ばれる無人島を所有している[289]。2島ともキューバのフィデル・カストロから贈られたもの。元の島名からイソラ・アミーゴ・デ・イノキ（友人猪木島）と改名され、猪木は休暇の際に利用しているという。キューバ本島からかなり離れたカリブ海に浮かぶその島は、まわりを珊瑚礁に囲まれた平坦な島で、海面が上昇すれば海に沈んでしまいそうな島である。島の周りは白砂のビーチで海水は透きとおり美しく、背の低い木、草がはえている中にイグアナがいる。
- 1984年（昭和59年）発表（1983年（昭和58年）度）のいわゆる長者番付でプロスポーツ部門で1位（納税額8,268万円）になる。
- 圓鍔勝三が熱心なプロレスファンだったことが縁で空襲で焼失した池上本門寺（東京都大田区、力道山の墓所が在る寺である）の仁王像再建の際、モデルを依頼され快諾。数十枚の写真撮影を行いこれをもとに仁王像が作られた。仁王像は近年修復され、本殿に安置されている。
- ホームレスの人たちに食べ物を配るなどしてボランティア活動も積極的に行っている。自身も「俺はアメリカにしか家がないから日本ではホテル住まいだ。実質、日本ではホームレスだな」と語っている。年末になると炊き出しを自ら行い、9回目となる2009年（平成21年）では新宿の都庁前で行い2000人が集合、猪木のモノマネをするアントニオ小猪木らも参加し手伝っている。
- 好物は納豆。オランダの柔道家ウィレム・ルスカとの異種格闘技戦の際、「私はチーズを食べているから強い」とするルスカに対し「俺は納豆を食べて強くなった」と発言したところ、納豆協会から表彰された。最低でも100回以上はコネ回し（アミノ酸やコラーゲンが出るから）、醤油ではなくフラックスオイルをかけて食べるという哲学がある（『闘魂レシピ』より）。他には函館漁港に水揚げされたイカを好む。
- 「最後の晩餐」は、ふぐとブラジリアン・コーヒーを用意して欲しいと言う（『闘魂レシピ』より）。
- 39歳の時、糖尿病で血糖値が一時596にまでなったが、自然治癒で血糖値180まで下げ44日後にはカムバック戦を行った。インスリン注射の力で治すのは自分の哲学に反すると言っていた。その間の主食は主にキャベツであった（どんぶり一杯に盛ったキャベツの千切りを平らげていた）。
- 1970年12月20日（現地時間）、猪木は渡航先のブラジルの密林で蛇に噛まれるというアクシデントに遭っている。この時期、猪木はトレーニングと『アントニオ猪木、ブラジルの秘境を行く』と銘打たれた映画撮影のために渡航していた。猪木らはブラジル空軍や陸軍などの協力[注釈 14] を得て、ボリビア国境に近い密林に入っていたが、猪木は猛毒を持つハララカ（ジャララカ）に左足の踝付近を噛みつかれた。幸いにも、軍隊が血清を携行していたことや、ヘリコプターなどでサンパウロ市内の病院に迅速に搬送されたことで、猪木は九死に一生を得た。その後、驚異的な回復力で同月23日には退院し、同月30日には日本へ帰国。翌1971年1月4日のシリーズ開幕戦から予定通り、出場している[290]。
- 2度目の参議院議員となった後の2015年2月6日、参院決算委員会で質問に立った際、安倍晋三首相の「元気ぶり」について言及し「私も健康には気をつけているが、首相がなぜ『元気なのかなあ』と私なりに分析をしたんです。国会答弁で立ったり座ったりを繰り返すから、首相も鍛えられているのではないかなと。私も若いころは師匠の力道山に屈伸運動を1000回、2000回とやらされました」と発言した[291]。
- 国会での質疑に「元気ですか！」と絶叫してから入る猪木に2014年3月に山崎力委員長（当時）に「元気が出るだけでなく心臓に悪い方もいる」と注意された。翌日は末松信介外交防衛委員長（当時）に「（東日本大震災の）被災地が沈んでいたときに『元気ですか』との声で、みんな元気になった」と力説し許可を得た上で絶叫した[292]。
- 政界引退に前後して「息苦しさを感じるようになり、階段の上り下りに息切れするよう」になったため、2019年秋に診察を受けたところ「100万人に数人」の特定疾患とされる心アミロイドーシスに罹患していることが判明している[293]。 その後、2021年11月27日放送のNHK BSプレミアム『燃える闘魂　ラストスタンド 〜アントニオ猪木 病床からのメッセージ〜』にて、正式な病名は心アミロイドーシスではなく「全身性トランスサイレチンアミロイドーシス」だと公表した[98]。
- 趣味の一つに将棋があり、1978年には将棋棋士の花村元司を通じ日本将棋連盟からアマ五段の免状を受けている。元々師匠の力道山も将棋好きで知られており、付け人時代に覚えたものだという。将棋棋士の内藤國雄とは親交があり、猪木が内藤にボクシングのグローブを贈ったこともある[294]。

## 猪木語録

### ポエム
詩（ポエム）を作るのが趣味で『馬鹿になれ』と題した詩集も出版した。
「この道を行けば…」という詩を自らの引退試合で引退メッセージとしてファンに贈った。これは以後新日本プロレスの道場訓となった。
- 2002年のMr.Childrenの楽曲『one two three』の最後の部分に引退の際のメッセージが音声そのままで収録されている。これは桜井和寿が是非引用したいと、本人に許可を得て実現したものだった[296]。
- 猪木の死後開催された2022年の桑田佳祐の全国ツアー『お互い元気に頑張りましょう!!』で「Soulコブラツイスト〜魂の悶絶」が歌われた際には、間奏で引退の際のメッセージを叫び、追悼とリスペクトを捧げている[297]。
- 猪木は2021年夏に靖国神社で開催されたみたままつりでぼんぼりに揮毫しており、引退の際のメッセージをそのまましたため、最後にはお決まりの「元気ですか!」という言葉で締めくくっている[298][注釈 15]。

## 書籍
- 『プロレス百科』アントニオ猪木 監修、菊地勝也 絵、集英社〈まんが版入門百科〉、1971年。
- 猪木寛至『燃えよ闘魂　アントニオ・猪木自伝』東京スポーツ新聞社〈Tsupo books〉、1975年。
- 『格闘技世界一』ベストセラーズ〈ワニの豆本〉、1978年11月。ISBN 978-4584101780。
- 『勇気　炎のメッセージ！』スポーツライフ社(出版) 批評社(発売)、1981年3月。
- 猪木寛至『新 燃えよ闘魂　アントニオ猪木自伝』東京スポーツ新聞社、1981年7月。ISBN 4-8084-0046-4。
- 『苦しみの中から立ちあがれ』シャピオ(出版) みき書房(発売)、1983年2月。
- 『男の帝王学　闘魂革命』新間寿 監修、ワニブックス、1990年6月。ISBN 4-8470-1111-2。
- 『最後に勝つ負け方を知っておけ　思ったことを面白く実現してしまう』青春出版社〈プレイブックス〉、1990年9月。ISBN 4-413-01531-2。
- 『闘魂記』集英社、1990年9月。ISBN 4-08-780130-6。
- 『たったひとりの闘争』集英社、1990年12月25日。ISBN 4-08-780138-1。
- 『心の叫び』世界文化社、1991年8月。ISBN 4-418-91513-3。
- 『アントニオ猪木議員の闘魂ハイスクール』未来出版、1992年1月6日。ISBN 4-943901-71-9。 - 奥付・表紙の書名：『アントニオ猪木の闘魂ハイスクール』。
- 『アントニオ猪木vsターザン山本　命懸けの対談』アントニオ猪木・ターザン山本 述、紙のプロレス特別編集委員会、1994年4月。
- アントニオ猪木 責任編集 編『闘魂伝説の完全記録　プロレスラー・アントニオ猪木』 vol.2（1972〜1975）、パラス(出版) 有朋堂(発売)、1996年10月。
- 『猪木イズム』サンクチュアリ出版(出版) 星雲社(発売)、1998年4月。ISBN 4-7952-4129-5。
- 猪木寛至『猪木寛至自伝』新潮社、1998年5月。ISBN 4-10-423901-1。
  - 猪木寛至『アントニオ猪木自伝』新潮社〈新潮文庫〉、2000年3月。ISBN 4-10-129721-5。 - 猪木(1998)の増補版。
- 『不滅の闘魂』海鳥社、1998年11月。ISBN 4-87415-257-0。
- 『猪木語録　闘魂伝書世紀末篇』アントニオ猪木 述、"Show"大谷泰顕 監修、メディアワークス(出版) 角川書店(発売)〈オルタブックス〉、2000年10月。ISBN 4-8402-1656-8。
- 『猪木詩集「馬鹿になれ」』角川書店、2000年10月。ISBN 4-04-871893-2。
  - 『猪木詩集「馬鹿になれ」』角川書店(出版) 角川グループパブリッシング(発売)〈角川文庫 16466〉、2010年9月。ISBN 978-4-04-394389-0。 - アントニオ猪木(2000a)の増補版。
- アントニオ猪木 責任編集 編『格闘魂』角川書店〈Kadokawa mook〉、2000年11月。ISBN 4-04-721339-X。
- 『俺の魂』あ・うん、2001年9月。ISBN 4-901318-06-3。
- 『もう一つの闘い　血糖値596からの糖尿病克服記』三笠書房、2002年1月。ISBN 4-8379-1939-1。
- 『非常識』河出書房新社、2002年6月。ISBN 4-309-26564-2。
- 『闘魂レシピ』飛鳥新社、2002年12月。ISBN 4-87031-533-5。
- 『風車の如く　アントニオ猪木の人生相談』集英社、2003年2月。ISBN 4-08-780372-4。
- 『あなたの体も危ない！糖尿病1600万人を救う魔法の杖』PHP研究所、2005年9月。ISBN 4-569-64476-7。
- 『元気があれば何でもできる!』ロングセラーズ〈男のVシリーズ〉、2007年6月。ISBN 978-4-8454-2107-7。
- 『猪木語録　元気ですか一日一叫び』扶桑社、2007年12月。ISBN 978-4-594-05542-4。
- 『「父親の背中」の見せ方　猪木式教育論』講談社、2008年4月。ISBN 978-4-06-214684-5。
- 『花が咲こうと咲くまいと生きていることが花なんだ』経済界、2008年10月。ISBN 978-4-7667-8436-7。
- 『真実　伝説の戦いを軸に綴る魂のメッセージ』ゴマブックス、2009年5月。ISBN 978-4-7771-1314-9。
- アントニオ猪木『踏出力。人間「アントニオ猪木」から何を学ぶのか』創英社、2010年1月1日。ISBN 978-4-88142-190-1。 - 共同刊行：三省堂書店。
- 『元気ですか!?ニッポン!! 日本を元気にする猪木の言葉』ポプラ社、2010年5月。ISBN 978-4-591-11541-1。
- アントニオ猪木『最後に勝つ負け方を知っておけ。 (青春文庫 あ 22)』青春出版社、2022年6月10日。ISBN 978-4413298063。

関連書籍
- 長潟謙彰 編『プロレス大百科　PART3』ケイブンシャ、1983年。ISBN 978-4063543865。
- 加治将一『アントニオ猪木の謎』新潮社、2003年9月17日。ISBN 978-4104146048。
- 福留崇広『昭和プロレス 禁断の闘い: 「アントニオ猪木 対 ストロング小林」が火をつけた日本人対決』河出書房新社、2021年10月27日。ISBN 978-4309030012。
- 瑞佐富郎『永遠の闘魂 (アントニオ猪木 最後の日々と激闘62年の秘史)』standards、2022年12月20日。ISBN 978-4866365985。
- 木村光一『格闘家 アントニオ猪木 ─ファイティングアーツを極めた男』金風舎、2023年10月25日。ISBN 978-4910491134。
- 流智美『猪木戦記 第０巻 立志編』ベースボール・マガジン社、2024年3月5日。ISBN 978-4583116617。
- 藤原喜明、佐山聡 、前田日明『猪木のためなら死ねる! 最も信頼された弟子が告白するアントニオ猪木の真実』宝島社、2024年1月26日。ISBN 978-4299051042。

## メディア出演
- DREAM競馬 - 2008年（平成20年）の菊花賞、オープニングに登場。京都競馬場で観客と「1・2・3ダー」をした。
- 日刊スポーツ東海・関西版（東海地方・北陸地方・近畿地方・山口県以外の中国地方・四国地方向けの新聞）コラム・「猪木のコトバ」（水曜日テレビ面）
- 大井競馬場 - 2009年（平成21年）の帝王賞、プレゼンターゲストとして登場。観客や勝利馬・ヴァーミリアン関係者と「1・2・3ダー」をした。
- 明治神宮野球場 - 2010年（平成22年）6月26日のヤクルト対阪神戦において、「同じ場所で一斉に乾杯した人数」ギネス記録に挑戦した際、乾杯の音頭を務める。その結果、ギネス記録を更新（27,126人）。

### 映画
- がんばれ!ベアーズ大旋風 -日本遠征- - 本人役（1978年）
- 激突!格闘技 四角いジャングル - ドキュメンタリー映画（1979年）
- 格闘技オリンピック 四角いジャングル - ドキュメンタリー映画（1980年）
- ACACIA

2010年6月12日公開。辻仁成監督、元プロレスラー・大魔神役（主演）。俳優として初主演作。
- 燃える闘魂アントニオ猪木50年の軌跡

2010年11月13日公開。『アントニオ猪木デビュー50周年DVD-BOX』発売記念としてDVD収録映像を劇場用に特別編集し1週間限定上映。
- アントニオ猪木をさがして - ドキュメンタリー映画（2023年10月6日公開）[193]

### テレビ
- 水曜スペシャル（テレビ朝日）
  - 『恐怖の無人島に挑む7人の少年ターザン・隊長アントニオ猪木とパラオ島大探検』（1981年11月25日）
  - 『挑戦!アントニオ猪木と少年シルクロード冒険隊!!』（1984年9月5日）

（後にこの番組で放送された映像の一部はスポコン!で繰り返し放送された）
- 関口宏の東京フレンドパークII（1996年10月14日、TBSテレビ）‐ 堺正章と来園。
- プラチナチケット（2003年、テレビ東京）
- そこまでやるかマン 世界最強の勇者たち（2010年、日本テレビ）
- 志村&鶴瓶のあぶない交遊録（2011年1月2日、テレビ朝日）
  - 北海道での仕事で欠席となった、ホルスタインモリ夫（モリマン）の代役として、アントキの猪木・アントニオ小猪木共々、参加した。
- 火曜曲!（2012年、TBS） - OPで実写やアニメ映像で登場。
- 開運!なんでも鑑定団(2018年1月9日、テレビ東京)
- 燃える闘魂　ラストスタンド～アントニオ猪木　病床からのメッセージ～（2022年3月2日、NHK総合）

### ドラマ
- チャンピオン太 - 死神酋長役、ストライプ・スネイク役（1962年、フジテレビ、第1話、第4話）
- プロレスの星 アステカイザー - 本人役（1976年、NETテレビ、第1話ゲスト出演）
- 佐々木夫妻の仁義なき戦い 第1話（2008年、TBS）
- 月曜名作劇場 温泉殺人事件シリーズ 有馬温泉殺人事件 - 本人役（2016年5月30日、TBS）[299][300]

### ラジオ
- アントニオ猪木 闘魂ザ・ワールド（ニッポン放送）
- 日曜夜は馬鹿になれ、847ダー!!（2010年4月 - 、FMヨコハマ）

### アニメ
テレビアニメ『タイガーマスク』では出演はしていないが実在の人物としてのアニメキャラが登場している、声は中曽根雅夫。
- タイガーマスク二世 - （1981年、プロレス指導としてクレジット）
- スキージャンプ・ペア Road to TORINO 2006 （2006年）

### 音楽
- 道（2007年7月11日、TRIPLE-P vs アントニオ猪木）

### CM
- 萬金薬品工業 天狗十王精ドリンク（日本プロレス時代にジャイアント馬場と共に出演）[301]
- 陶陶酒本舗 陶陶酒（日本プロレス時代に出演）
- エースバッグ 企業イメージCM
- マキルヘニー・カンパニー タバスコ（初代タイガーマスクと共演）
- 大塚製薬 ハイネックスV
- 日本ハム ジャンボフランク
- OSGコーポレーション 低周波治療器「リズムタッチ」
- サントリー 缶コーヒー「BOSS」
- 久光製薬 エアーサロンパスEX
- ロッテ モナ王
- ポッカコーポレーション ポッカコーヒー顔缶 （声のみの出演）
- 日健総本社 プロポナンゴールド
- 平和 企業イメージCM
- ABCマート 企業イメージCM
- 富士通 パソコンFMVシリーズ （木村拓哉と共演、声のみの出演）
- マルハン 企業イメージCM （和田アキ子との共演バージョンも存在した）
- ACジャパン 震災臨時キャンペーン
- サッポロビール MLBメジャTキャンペーン
- カルビー 堅あげポテト（ナレーション）
- サントリー 黒烏龍茶（アニメーションでの出演）
- グリー 「GREE探検ドリランド」（2012年）
- ソニー・コンピュータエンタテインメント PlayStation Vita「ツイてるパック篇」（過去映像を使用、声のみ新録）
- ダイハツ工業 初売りフェアCM「意気込む店長」篇
- Cygames グランブルーファンタジー TVCM「グラブってますかー!!!編」（2016年）
- 蔦温泉（青森県・猪木死去後もCMを放映）

### パチンコ、パチスロ
- パチンコ
  - CRアントニオ猪木という名のパチンコ機（2004年・平和）
  - CR燃える闘魂 アントニオ猪木（2006年・平和）
  - CRアントニオ猪木という名のパチンコ機 道（2010年・平和）
  - CRアントニオ猪木という名のパチンコ機〜やれるのか、本当にお前〜（2012年・平和）
  - CR燃える闘魂アントニオ猪木～格闘技世界一決定戦～（2015年・平和）
  - CRアントニオ猪木 打てばわかるさ!ありがとぉー!!!（2018年・アムテックス）
- パチスロ
  - アントニオ猪木という名のパチスロ機（2002年・平和）
  - アントニオ猪木自身がパチスロ機（2003年・平和）
  - アントニオ猪木も燃えるパチスロ機（2007年・平和）
  - アントニオ猪木が元気にするパチスロ機（2010年・オリンピア）
  - アントニオ猪木が伝説にするパチスロ機（2013年・オリンピア）
  - 闘魂継承アントニオ猪木という名のパチスロ機（2019年・オリンピア）

2006年（平成18年）秋にフィールズが猪木に関するパチンコ・パチスロの商品化権独占使用許諾契約を結んだため、「CR燃える闘魂〜」、「アントニオ猪木も燃える〜」の2機種はフィールズから販売されている。

## 猪木のものまねをする人物
- 有田哲平（くりぃむしちゅー）
- アントキの猪木
- アントニオ小猪木
- 石橋貴明（とんねるず）
- 井手らっきょ
- 伊藤千晃（元AAA）
- キンタロー。
- 桑田佳祐（サザンオールスターズ）
- コロッケ
- Gたかし
- 島崎俊郎（ヒップアップ）‐主に、オレたちひょうきん族（フジテレビ系列）にて披露された。
- 鈴木寿永吉（元ザ・ハンダース）
- 春一番
- 安田顕（TEAM NACS）
- 山本彩（元NMB48）
- ゆーとぴあ・ピース
- ジャイアント小馬場 - 西口プロレスの興行で時々披露。猪木芸人であるアントニオ小猪木の目の前で小猪木よりも上手い物真似を披露し、小猪木の立場を奪うのが定番となっている。
- EXILE AKIRA

## 猪木をモデルとした架空の人物・キャラクター
マンガ・小説
- 国会議員（浦安鉄筋家族）
- グレート巽（餓狼伝）
- 猪狩完至（グラップラー刃牙）
- アイアン木場（高校鉄拳伝タフ）
- アントニオ猪林（愛しのボッチャー）
- 金小路鉄男（The・かぼちゃワイン）
- グレートニオ猪地（マーダーライセンス牙）
- 生野勘助（喧嘩商売）
- アドニオン諸本（頑丈人間スパルタカス）
- マーベラス・ロッカ（神拳李酔竜）
- マーベラス・虎嶋（アグネス仮面）
- イノギ漢字（わ〜お!ケンちゃん）
- アーマンド猪熊（憂国のラスプーチン）
- アンタノワ猪金（やっぱ!アホーガンよ） - コミックボンボン連載当初は「アンターワ猪金」であったが、単行本化の際に変更された。

ゲーム
- ビクトリー武蔵（ファイヤープロレスリングシリーズ）
- グレート花形（サンダープロレスリング列伝）
- ファイター隼（プロレス）
- イノキング/闘魂戦士イノキ/闘魂王者イノキ（探検ドリランド）
- ダッシャー猪場（エアガイツ）

特撮
- スプレーバンキ（炎神戦隊ゴーオンジャー）